# Жуков, Георгий Константинович
Гео́ргий Константи́нович Жу́ков (19 ноября (1 декабря) 1896, Стрелковка, Малоярославецкий уезд, Калужская губерния, Российская империя — 18 июня 1974, Москва, РСФСР, СССР) — советский военный и государственный деятель. Маршал Советского Союза (1943), четырежды Герой Советского Союза (1939, 1944, 1945, 1956), кавалер двух орденов «Победа» (1944, 1945). Министр обороны СССР (1955—1957), депутат Верховного Совета СССР 1-го, 2-го,
3-го и 4-го созывов, член Президиума ЦК КПСС (29 июня—29 октября 1957). В послевоенные годы Жукова в народе называли «Маршал Победы».
В ходе Великой Отечественной войны последовательно занимал должности начальника советского Генерального штаба, командующего фронтом, члена Ставки Верховного Главнокомандования, Заместителя Верховного Главнокомандующего Вооружёнными Силами СССР. В послевоенное время занимал пост Главкома Сухопутных войск, командовал Одесским, затем Уральским военными округами. В 1957 году исключён из состава ЦК КПСС, снят со всех постов в армии и в 1958 году отправлен в отставку.
Широко известно высказывание о Георгии Жукове, приписываемое Адольфу Гитлеру: «Если бы в германской армии был хотя бы один такой генерал, как Жуков, то Германия давно бы завоевала мировое господство». Говорил это фюрер или нет, точно не известно, но в Вермахте способности Жукова действительно оценивали высоко. В американской, немецкой, французской историографии некоторые специалисты называют его одним из наиболее выдающихся полководцев Второй мировой войны.

## Биография

### Ранние годы и гражданская война
Георгий Жуков родился 1 декабря 1896 года в деревне Стрелковка Малоярославецкого уезда Калужской губернии. Его отец, Константин Артемьевич Жуков, работал сапожником, а мать, Устинья Артемьевна Пилихина, происходила из русских крестьян, трудилась на полевых работах и подрабатывала извозом. Георгий был вторым ребёнком в семье; сестра Мария появилась на свет двумя годами ранее. Когда ему исполнилось пять лет, родился его младший брат, Алексей; но прожил он меньше года. Все трое детей были крещены в православии.
В 1903 году в возрасте семи лет пошёл в церковно-приходскую школу в соседней деревне Величково. Спустя три года завершил образование с похвальным листом. Летом 1908 года «мать устроила Георгия в ученье» к своему брату Михаилу Пилихину — меховщику и владельцу небольшой скорняжной мастерской в Москве. Мастерская находилась в центре города, недалеко от Красной площади.
Рабочий день Георгия длился двенадцать часов, включая час, отведённый на обед. На пару со своим двоюродным братом Александром осваивал русский язык, математику, географию, изучал немецкий язык.
В 13 лет, успешно освоив начальный курс скорняжного дела, самостоятельно поступил на вечерние общеобразовательные курсы на Тверской улице, которые давали образование в объёме городского училища.
В 1911 году, занимаясь по вечерам, успешно сдал экзамены за полный курс городского училища и получил аттестат.
Летом 1912 года Георгия, как одного из самых способных и физически развитых учеников, взяли на знаменитые Нижегородские ярмарки, где он иногда подменял хозяина за прилавком в павильоне, паковал проданный товар и отправлял заказы через городскую пристань на Волге, пристань на Оке или через железнодорожную товарную контору. В том же году Жуков, впервые за четыре года обучения, получил десятидневный отпуск в родную деревню.
В 1914 году Георгий перешёл из учеников в мастера; под его началом работали трое молодых ребят. Снимал за три рубля в месяц койку на частной квартире в Охотном ряду у вдовы Малышевой, напротив места, где сейчас расположена гостиница «Москва» и планировал жениться на дочке домохозяйки — Марии.

Но война, как это всегда бывает, спутала все наши надежды и расчеты…— Г. К. Жуков. «Воспоминания и размышления».
15 (28) июля 1914 года Российская империя вступает в Первую мировую войну. В связи с потерями на фронте, в мае 1915 года был объявлен досрочный призыв молодёжи 1895 года рождения.
7 (20) августа 1915 года Жукова призывают в Императорскую армию. В Малоярославце отбирают в кавалерию и в тот же день с группой новобранцев отправляют в Калугу, где в 189-м запа́сном пехотном батальоне и начинается его военная карьера. Затем, отправляется в Балаклею в 5-й запасной кавалерийский полк.

Нам выдали учебные пехотные винтовки. Отделе́нный командир ефрейтор Шахворостов объявил внутренний распорядок и наши обязанности. Он строго предупредил, что, кроме как «по нужде», никто из нас не может никуда отлучаться, если не хочет попасть в дисциплинарный батальон.
— Г. К. Жуков. «Воспоминания и размышления».

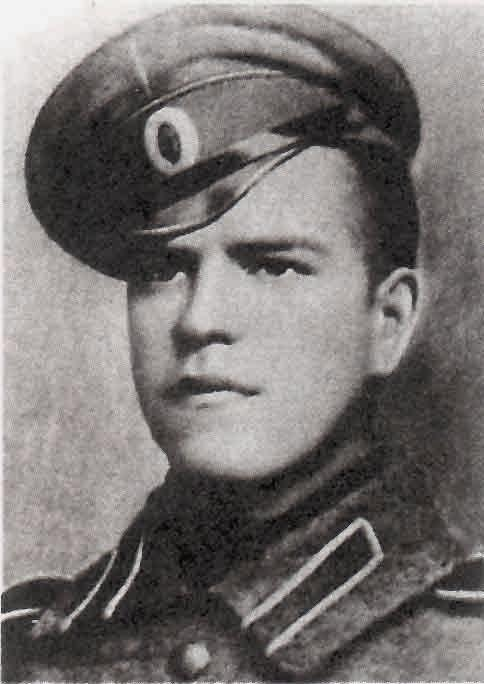
Унтер-офицер Георгий Жуков, 1916 год

После обучения на кавалерийского унтер-офицера, в конце августа 1916 года откомандирован на Юго-Западный фронт в распоряжение командира 10-го Новгородского драгунского полка. Участвуя в боевых действиях, «за захват немецкого офицера» награждён Георгиевским крестом 4-й степени. В октябре получил тяжёлую контузию и вследствие частичной потери слуха направлен в запа́сный кавалерийский полк.
За ранение в бою удостоился второго Георгиевского креста, на этот раз 3-й степени. Дослужился в Русской императорской армии до младшего унтер-офицера. После Февральской революции Жукова избрали председателем солдатского эскадронного комитета. После роспуска эскадрона в декабре 1917 года вернулся в Москву, затем в деревню к родителям, где долго болел тифом.
В Красной Армии с 1 октября 1918 года, доброволец. Вступил 1 марта 1919 года в РКП(б). Служил в Московской кавалерийской дивизии. В Гражданскую войну красноармеец Георгий Жуков сражался с мая 1919 года в составе этой дивизии в 4-й армии Восточного фронта, Западном и Южном фронтах. Первой боевой операцией с его участием стала деблокада Уральска, осаждённого уральскими казаками. С августа 1919 года сражался под Царицыном в составе 11-й армии с войсками Деникина и Врангеля в боях в районе станции Владимировка и города Николаевска. В сентябре-октябре 1919 года участвовал в боях под Царицыном, затем между Заплавным и Средней Ахтубой (рядом с нынешним городом Волжский), где в бою 26 или 28 октября был ранен осколками гранаты. В лазарете заболел также сыпным тифом, после излечения получил месячный отпуск на родину.
После отпуска зачислен в запасной батальон в Твери, а вскоре оттуда направлен на учёбу. После окончания Рязанских кавалерийских курсов осенью 1920 года назначен командиром взвода, затем эскадрона; в августе 1920 года принимал участие в боях с десантом Улагая под Екатеринодаром, в декабре 1920 — августе 1921 года участвовал в подавлении крестьянского восстания на Тамбовщине, где получил ранение.
За участие в подавлении Антоновского восстания был награждён в 1922 году орденом Красного Знамени с формулировкой:

В бою под селом Вязовая Почта Тамбовской губернии 5 марта 1921 года, несмотря на атаки противника силой 1500—2000 сабель, он с эскадроном в течение 7 часов сдерживал натиск врага и, перейдя затем в контратаку, после 6 рукопашных схваток разбил банду.— «Победоносные Звезды Георгия Жукова» Военная Энциклопедия 

### От комполка до комдива (1923—1939)

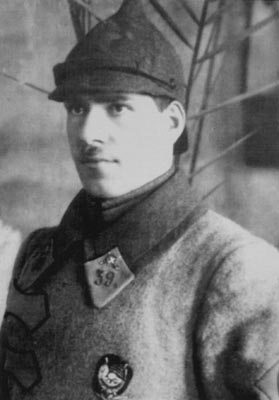
Командир 39-го Бузулукского кавполка
Г. К. Жуков. 1923 год

С конца мая 1923 года Жуков вступил в командование 39-м полком 7-й Самарской кавалерийской дивизии, в 1924 году направлен в Высшую кавалерийскую школу.
В 1925 году, по окончании кавалерийских курсов усовершенствования командного состава в Ленинграде — командир 42-го кавалерийского полка М. Савельев, командир эскадрона 37-го Астраханского полка Н. Рыбалкин и Г. К. Жуков — решили возвратиться к месту службы в Минск не поездом, а пробегом на конях. Маршрут, длиной в 963 километра через Витебск, Оршу и Борисов был пройден за 7 суток. Лошади за это время потеряли в весе от 8 до 12 килограммов, всадники 5—6 килограммов. Все участники получили правительственные премии и благодарность командования.
С 1926 года 5 лет преподаёт военно-допризывную подготовку в Белорусском государственном университете.
В 1929 году окончил курсы высшего начальствующего состава РККА. С мая 1930 года командовал около года 2-й бригадой 7-й Самарской кавалерийской дивизии, которую возглавлял в то время Константин Рокоссовский.
Затем годы службы в Белорусском военном округе под началом И. П. Уборевича.
Позже назначается помощником инспектора кавалерии РККА, в марте 1933 года — командиром 4-й кавалерийской дивизии, которая дислоцировалась в городе Слуцке Белорусской ССР. С 1937 года служил командиром 3-го (до февраля 1938) и 6-го кавалерийских корпусов, а с июля 1938 года — заместителем командующего Белорусского особого военного округа, будущего ЗапОВО.
В период репрессий на окружной партийной конференции Жукову, как командиру 3-го кавалерийского корпуса, ставили в вину то, что он «не разглядел врагов народа» и «политически близорук». По этому поводу Жуков отправил телеграмму на имя Сталина и Ворошилова. Ответа он не получил, но больше его не беспокоили.
В канун празднования 20-й годовщины Красной Армии (приказом НКО № 0170/п от 22 февраля 1938 года) «досрочно и вне очереди» комбригу Г. К. Жукову было присвоено воинское звание — комдив.

### Халхин-Гол
С июня 1939 года Жуков — командир 57-го особого армейского корпуса РККА на территории Монгольской Народной Республики.
В мае 1939 года «с инспекцией» был направлен в район советско-японского конфликта на территории Монголии, где в июне того же года вступает в командование 57-м особым корпусом, впоследствии развёрнутым в Первую армейскую группу .
11 июня 1939 года, с согласия Сталина, по представлению Народного комиссара обороны Климента Ворошилова, командиром 57-го особого корпуса в Монголии назначается комдив Жуков. 12 июня Фекленко телеграфирует в Москву: «Командование корпусом сдал комдиву Жукову».
5 июля 1939 года приказом наркома обороны СССР была создана Фронтовая группа под командованием командарма 2-го ранга Григория Штерна со штабом в Чите. В состав группы вошли 1-я и 2-я отдельные Краснознамённые армии, войска Забайкальского военного округа и 57-й особый корпус (командир корпуса Николай Фекленко). Задачи по координации действий советских и монгольских войск в районе конфликта, тыловому обеспечению, были возложены на Фронтовую группу Г. М. Штерна, имевшего опыт боёв с японскими агрессорами на озере Хасан в 1938 году.
19 июля 1939 года (приказ Наркома обороны СССР № 0029) 57-й особый корпус реорганизован в Первую армейскую группу под командованием комдива Жукова (Член военного совета группы дивизионный комиссар Дмитрий Никишов, начальник штаба комбриг Михаил Богданов).
Иногда у Штерна и Жукова возникали споры и разногласия по тем или иным вопросам применения войск и тактическим решениям, но всегда находилось взаимоприемлемое решение. Членом военного совета группы был назначен дивизионный комиссар Николай Бирюков, начальником штаба комдив М. А. Кузнецов. Монгольскими войсками, действовавшими в районе боёв, руководил маршал Хорлогийн Чойбалсан.
Оказавшись в должности командующего корпусом, Жуков немедленно начинает действовать. Для начала он переносит штаб корпуса из Улан-Батора в Тамцак-Булак, а немногим позднее — на гору Хамар-Даба, в непосредственной близости от линии соприкосновения с японскими войсками. Приказывает создать аэродромы вблизи позиций наземных войск и налаживает связь с подразделениями.
Тем не менее, проблем довольно много, несмотря на то, что советская группировка превосходила японскую 6-ю армию по численности вдвое, а по танкам — в три раза. Жуков жёстко, в свойственной ему манере наводит порядок во вверенных ему частях; объясняет, учит, убеждает, требует, приказывает, а где надо, и наказывает.

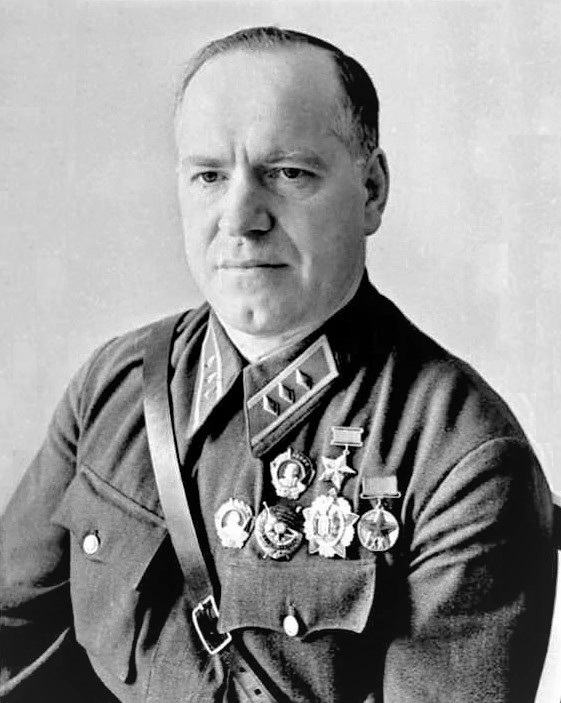
Герой Советского Союза комкор Г. К. Жуков, 1939 год

В начале июля японцы крупными силами пехоты при поддержке артиллерии начали наступление с целью окружить и уничтожить советско-монгольскую группировку войск на восточном берегу реки Халхин-Гол. Развернулись ожесточённые боевые действия в районе горы Баин-Цаган и продолжались трое суток
Благодаря нестандартным и активным действиям, командованию 57-го особого корпуса удалось успешно отразить наступление, создать эшелонированную оборону и наладить снабжение войск. Было достигнуто ощутимое превосходство в воздухе.
31 июля 1939 года Жукову было присвоено очередное воинское звание — комкор. Его действия, несмотря на некоторые шероховатости, были признаны успешными, он сумел обойтись без крупных просчётов и сохранил относительную стабильность положения советских войск на Халхин-Голе. «Это сражение, — отмечал Жуков, — является классической операцией активной обороны войск Красной армии, после которой японские войска больше не рискнули переправляться на западный берег реки Халхин-Гол».
С 20 по 31 августа 1939 года, Жуков, совместно с М. А. Богдановым проводит успешную операцию на окружение и разгром группировки японских войск генерала Комацубары на реке Халхин-Гол.
Впервые в практике применения войск РККА, в боях на Халхин-Голе Жуковым широко использовались танковые, мотоброневые и авиационные подразделения для решения задач активной обороны, быстрого окружения и уничтожения противника.
В ходе боёв советские войска потеряли 23 225 человек убитыми, ранеными и пропавшими без вести. Японские потери оцениваются в 61 тыс. человек (из них около трети — убитыми).
Современной историографией разгром японцев в боях на Халхин-Голе рассматривается как один из ключевых факторов, повлиявших на решение Японии отказаться от планов нападения на СССР вместе с Германией.

Обычно с именем Жукова связывают только завершающую фазу конфликта — наступление советских войск в конце августа 1939 г.
Однако в действительности ему пришлось разыгрывать довольно сложную комбинацию в течение трех месяцев боев. Жукову удалось вывести советские войска в Монголии из глубокого кризиса, отразить наступление японцев, накопить силы и разгромить противостоящие ему японские войска в решительном сражении на окружение.— А. Исаев: «Мифы и правда о Маршале Жукове»
За эту операцию комкор Жуков удостоился звания Героя Советского Союза (28 августа 1939 г., Золотая Звезда № 435). Также руководитель Монголии Хорлогийн Чойбалсан наградил его орденом Красного Знамени МНР.
В июне 1940 года, в соответствии с Указом Президиума Верховного Совета СССР (от 07.05.1940 г.) «О введении в Красной Армии генеральских воинских званий», в числе других, Жукову было присвоено звание генерала армии.

### Киевский особый военный округ и «Бессарабский поход» 1940 года
7 июня 1940 года Жуков назначается командующим войсками Киевского особого военного округа, (приказ НКО № 02469).
Ещё в 1934 году Советский Союз установил дипломатические отношения с Румынией, однако политико-дипломатическая позиция в отношении Бессарабии и северной части Буковины оставалась неизменной. Эти территории считались СССР незаконно оккупированными Румынией и на административно-политических картах СССР окрашивались тем же цветом, что и вся остальная территория, но заштриховывались синей или фиолетовой сеткой, указывавшей на состояние этой области под румынской оккупацией.
13 июня 1940 года Жуков принял участие в совещании высшего военно-политического руководства СССР под председательством Сталина, на котором, по мнению историка М. И. Мельтюхова, обсуждался вопрос о подготовке военной операции по освобождению аннексированных Румынией территорий.
20 июня 1940 года в 21:45 командующий войсками Киевского особого военного округа генерал армии Г. К. Жуков получил директиву Наркома обороны и Начальника Генштаба РККА за (№ 101396/сс), в которой в частности предписывалось:

Приступить к сосредоточению войск и быть готовым к 22 часам 24 июня к решительному наступлению с целью разгромить румынскую армию и занять Бессарабию. Для управления войсками из состава управления Киевского Особого Военного Округа выделить Управление Южного фронта. Командующий фронтом — генерал армии тов. Жуков. Штаб фронта — Проскуров.— Мельтюхов М. И. «Бессарабский вопрос между мировыми войнами 1917—1940»
|  |
|  |

20 июня 1940 года в 22:40 начальник Генштаба РККА приказывает командующему войсками ОдВО: «с 10 часов 21 июня Вы подчиняетесь Командующему КОВО генералу армии Жукову».
К исходу 27 июня практически все войска Южного фронта (командующий — генерал армии Г. К. Жуков, член Военного совета — армейский комиссар 2-го ранга В. Н. Борисов, начальник штаба — генерал-лейтенант Н. Ф. Ватутин) были подтянуты в районы сосредоточения и развёрнуты.
В состав войск Южного фронта входили 32 стрелковые, 2 мотострелковые, 6 кавалерийских дивизий, 11 танковых и 3 авиадесантные бригады, 14 корпусных артполков, 16 артполков РГК и 4 артдивизиона большой мощности. Общая численность войск фронта, по неполным данным, составляла не менее 638 559 человек, 9415 орудий и миномётов, 2461 танк, 359 бронемашин, 28 056 автомашин.
К концу июня 1940 года Румынией, вблизи советско-румынской границы было развёрнуто 20 пехотных, 3 кавалерийские дивизии и 2 горнопехотные бригады. В полосе от Валя-Вишеуляй до Секирян располагались войска 3-й армии (штаб — Роман) в составе горнопехотного корпуса (1-я, 4-я горнопехотные бригады), 8-го и 10-го армейских корпусов (5-я, 6-я, 7-я, 8-я, 29-я, 34-я, 35-я пехотные и 2-я кавалерийская дивизии). Вдоль р. Днестр от Секирян до Чёрного моря были развёрнуты войска 4-й армии (штаб — Текуч) в составе 1-го, 3-го, 4-го и 11-го армейских корпусов (2-я, 11-я, 12-я, 13-я, 14-я, 15-я, 21-я, 25-я, 27-я, 31-я, 32-я, 33-я, 37-я пехотные, 3-я, 4-я кавалерийские дивизии). Обе армии, входившие в состав 1-й группы армий, объединяли 60 % сухопутных войск Румынии и насчитывали около 450 тыс. человек.
28 июня 1940 года румынское правительство после многочисленных консультаций с Германией, Италией и союзниками по Балканской Антанте соглашается на ультиматум СССР. В 14:00 части Красной армии перешли границу с Румынией. В директиве командующего Южным фронтом Г. К. Жукова (№ А-0060) отмечалось:

Войсками армии при занятии Бессарабии движение вести на хвостах отходящих румынских войск. Во всех гарнизонах занятой Бессарабии установить образцовый порядок, наладить караульную службу и взять под охрану все имущество, оставленное румынскими войсками, государственными учреждениями и помещиками. Немедленно принять меры к исправлению дорог и мостов в занимаемых войсками районах. Особое внимание обратить на внешний вид бойцов и их подтянутость, всем быть побритыми, почищенными, в опрятной чистой летней одежде и касках. Плохо одетых оставить в тылах и в Буковину и Бессарабию не выводить.
4 июля 1940 года на Соборной площади Кишинёва состоялся парад советских войск. Парадом командовал генерал-лейтенант И.В. Болдин, а принимал его командующий Южным фронтом генерал армии Г. К. Жуков. Советско-румынская граница была «закрыта». После присоединения Северной Буковины и Бессарабии были основаны Черновицкая и Аккерманская области Украинской ССР, в состав Одесской области было включено пять районов ранее входивших в состав Молдавской АССР.

### Начальник Генерального штаба (1941)

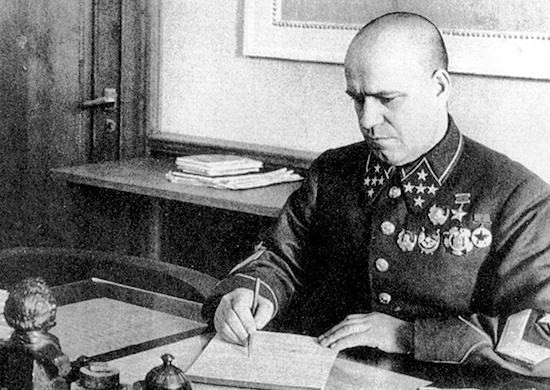
Начальник Генштаба Красной армии. 1941 г.

В январе 1941 года Жуков принял участие в двух двусторонних оперативно-стратегических играх на картах.
В первой игре, прошедшей со 2 по 6 января 1941 года, он командовал «Западными», нападавшими с территории Восточной Пруссии и Польши. «Восточные» по условиям игры обладали примерно полуторным превосходством в силах (в танках — почти тройным).
Во второй игре, прошедшей с 8 по 11 января 1941 года, Георгий Константинович командовал группировкой «Восточных» (Юго-Западный фронт), отражавших агрессию «Западных», «Юго-западных» и «Южных» на территории от Бреста до Чёрного моря. Вторая игра завершилась «стратегической победой» «Восточных».

Решение командующего Юго-Западным фронтом обещало крупный успех стратегического значения: удар на Будапешт раскалывал общий фронт коалиции противников, отсекал «западных» от их союзников и обеспечивал окончательный разгром «юго-западных» и «южных». Таким образом, «победа» во второй игре была на стороне «восточных». В целом же по результатам обеих игр успеха достигала та сторона, войсками которой командовал Г. К. Жуков.— Бобылев П. Н. Репетиция катастрофы.
14 января 1941 года постановлением Политбюро ЦК ВКП(б) «О начальнике Генерального штаба и командующих войсками военных округов» генерал армии Жуков назначен на место Кирилла Мерецкова, на должность начальника Генерального штаба РККА, которую занимал по июль 1941 года.
В целом, деятельность Жукова на посту Начальника Генерального штаба современными историками оценивается неоднозначно. Будущий маршал Константин Рокоссовский, командовавший в 1930 году 7-й Самарской кавалерийской дивизией, 8 ноября 1930 года отмечал в аттестации на него:

Может быть использован с пользой для дела по должности помкомдива или командира мехсоединения при условии пропуска через соответствующие курсы. На штабную или преподавательскую работу назначен быть не может — органически её ненавидит.— К. К. Рокоссовский, 1930
Сам Георгий Константинович писал позднее:

Надо откровенно сказать, ни у наркома, ни у меня не было необходимого опыта в подготовке вооруженных сил к такой войне, которая развернулась в 1941 году, а, как известно, опытные военные кадры были истреблены в 1937—1939 годах.— Г. К. Жуков
Да и частая смена руководящего комсостава в Наркомате обороны и Генштабе в предвоенные годы не способствовала качественной разработке планов и созданию грамотной команды профессионалов. На XVIII конференции ВКП(б) в феврале 1941 года Жуков был избран кандидатом в члены ЦК ВКП(б).

### Май-июнь 1941 года
Занимая в феврале — июле 1941 года пост начальника Генштаба и заместителя наркома обороны СССР (февраль 1941 — август 1942), Жуков принял участие в составлении «Соображений по плану стратегического развёртывания сил Советского Союза на случай войны с Германией и её союзниками». План датируется не ранее 15 мая 1941 года. В этом документе, в частности, говорилось:

Учитывая, что Германия в настоящее время держит свою армию отмобилизованной, с развёрнутыми тылами, она имеет возможность предупредить нас в развёртывании и нанести внезапный удар. Чтобы предотвратить это, считаю необходимым ни в коем случае не давать инициативы действий Германскому командованию, упредить противника в развёртывании и атаковать германскую армию в тот момент, когда она будет находиться в стадии развёртывания и не успеет ещё организовать фронт и взаимодействие родов войск.— Советское военно-стратегическое планирование накануне Великой Отечественной войны в современной историографии.
После перечисления задач, поставленных перед войсками фронтов, предлагалось:

— под видом выхода в лагеря произвести скрытое сосредоточение войск ближе к западной границе, в первую очередь сосредоточить все армии резерва Главного командования;
— скрыто сосредоточить авиацию на полевые аэродромы из отдаленных округов и теперь же начать развертывать авиационный тыл;
— постепенно под видом учебных сборов и тыловых учений развертывать тыл и госпитальную базу.— 'Там же.
Нарком обороны С. К. Тимошенко и начальник Генштаба Жуков содержание документа доложили Сталину. В случае его реализации предложен удар через территорию Южной Польши на Катовице, с дальнейшим поворотом либо на Берлин (если основная группировка противника отступит на Берлин), либо к Балтийскому морю, если основные немецкие силы не отойдут и постараются удерживать территорию Польши и Восточной Пруссии.
Вспомогательный удар левым крылом Западного фронта предполагалось нанести в направлениях на Седлец — Демблин, с целью сковывания варшавской группировки и овладения Варшавой, а также содействия Юго-Западному фронту в разгроме люблинской группировки противника.
Современным историкам не известно, был ли план принят. Документ не подписан, хотя места для подписей в нём обозначены. По словам Жукова в интервью 26 мая 1965 года, план не был одобрен Сталиным. Однако Жуков не уточнил, какой именно план был принят к исполнению и действовал на момент начала войны — 22 июня 1941 года.
Как утверждается в ряде исследований — Генеральный штаб имел на руках два варианта отражения агрессии, выполненных на основании общих «Соображений по плану стратегического развёртывания сил Советского Союза на случай войны с Германией и её союзниками на 1940—1941 гг.», датированных осенью 1940 года. И по одному из вариантов — «Южных» и «шла подготовка к войне».
Вечером 21 июня 1941 года Жуков, по воспоминаниям генерала И. В. Тюленева, командующего МВО в июне 1941 года, обзванивал округа и предупреждал командующих о возможном нападении Германии и её союзников в ближайшие сутки.
21 июня 1941 года на совещании в Кремле (с 20:50 до 22:20) Жуков и С. К. Тимошенко предложили Сталину проект Директивы № 1. По версии Жукова, после напряжённого обсуждения они смогли убедить его. Директива № 1 командующими войсками западных округов была принята за несколько часов до вторжения войск стран Оси.

### Великая Отечественная война
В годы Великой Отечественной войны занимал посты начальника Генерального штаба РККА (июнь-июль 1941 г.), члена Ставки Главного командования (с 23 июня 1941 г.), Ставки Верховного Командования (с 10 июля 1941 г.), Ставки Верховного Главнокомандования (с 8 августа 1941 г.), командующего Ленинградским фронтом (с 14 сентября), командующего Западным фронтом (с 10 октября).
С 26 августа 1942 г. являлся заместителем Верховного Главнокомандующего; с 27 августа 1942 года — первый заместитель Народного комиссара обороны СССР.
Командовал фронтами: Резервным, Ленинградским, Западным (одновременно был главкомом Западного направления), 1-м Украинским и 1-м Белорусским.

#### 1941 год

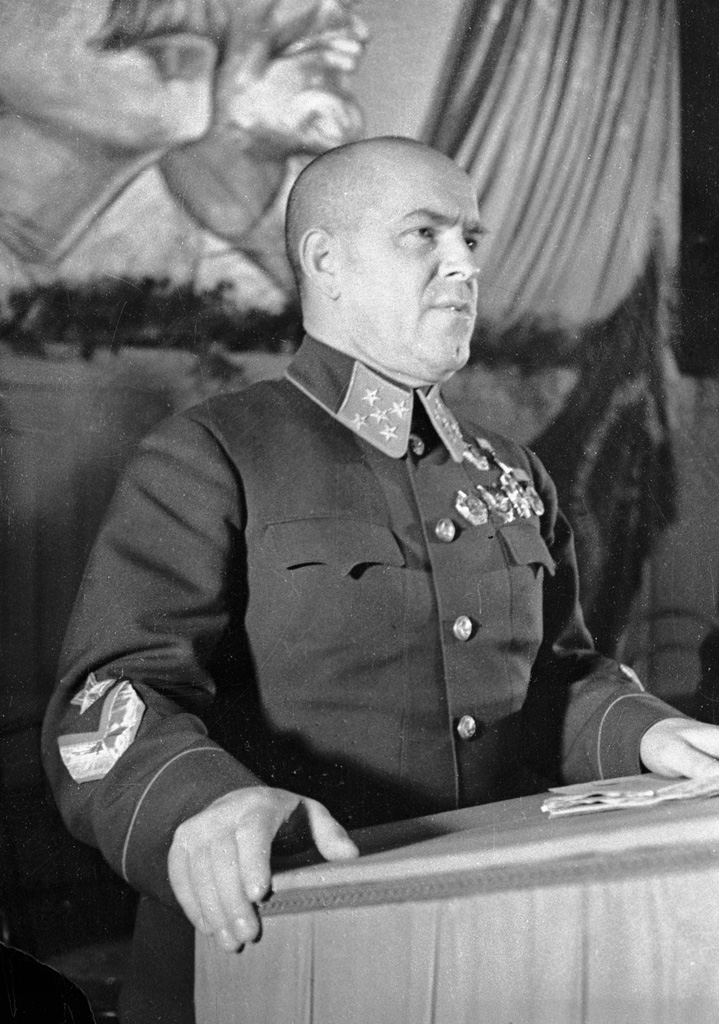
Георгий Жуков. 1941 год

22 июня 1941 года, после нападения Германии, Жуков подготовил Директивы № 2 (отпр. в 07:15) и № 3 (отпр. в 23:50) Наркома обороны (подписи Тимошенко и Жукова), в которых содержались приказы к отражению атак вермахта — «обрушиться всеми силами и средствами» там, где противник пересёк границу, но самим границы не переходить" (Директива № 2) и «к решительному наступлению на немецкие войска» (Директива № 3).
Командование приграничных округов не смогло выполнить поставленные в Директивах задачи ввиду того, что войска не были приведены в боевую готовность своевременно. Сыграл свою роль и фактор внезапности.
В скором времени связь с некоторыми соединениями была утеряна, а сами войска начали беспорядочный отход, не оказывая организованного сопротивления противнику. Наступление 23—28 июня превратилось в серию малоэффективных контрударов, которые не привели к ожидаемым результатам и изменению оперативной обстановки.
Войска Юго-Западного фронта, где Жуков с 23 июня находился в качестве представителя главнокомандующего, не смогли окружить и уничтожить наступающие группировки противника, как предполагалось предвоенными планами, хотя и сумели серьёзно замедлить продвижение немецких войск, используя перевес РККА в бронетехнике, практически полностью утерянный в ходе известного сражения в районе Дубно, где Красная армия потерпела тактическое поражение.
Войска Западного и Северо-Западного фронтов, не имевшие значительного перевеса над немецкими войсками в силах и средствах, при попытке нанесения контрударов несли серьёзные потери.
Западный фронт, на который пришёлся главный удар группы армий «Центр», вскоре был фактически разгромлен.
В конце июля 1941 года, после ряда поражений и котлов, части Красной армии 28 июля 1941 года были вынуждены оставить Смоленск.
29 июля 1941 года Сталин смещает Жукова с должности Начальника Генштаба и назначает его командующим Резервным фронтом, где Георгий Константинович продолжает предпринятые в рамках Смоленского сражения контрудары, а затем проводит силами 24-й и 43-й армий Ельнинскую наступательную операцию.
Планировалось, что войска Красной Армии «срежут немецкое вклинение» в советский фронт, образовавшееся по итогам Смоленского сражения, и окружат 8 дивизий противника. Хотя в ночь с 6 на 7 сентября, в условиях проливных дождей, немцы и успели отвести войска из мешка, Ельнинская операция стала первой успешной наступательной операцией РККА с начала войны.
Потери советских войск в Ельнинской операции составили 31 853 человека из 103 200 участвовавших (31 % из которых убитыми и ранеными), потери немцев составили 45 тысяч убитыми и раненными 
После завершения Ельнинской операции (приказом от 11 сентября 1941 г.) Жуков назначается командующим Ленинградским фронтом.
Была поставлена задача удержать Ленинград от захвата, деблокировать его, пока немцы не создали оборону вокруг города — прорваться навстречу Кулику, войска которого должны были пробиться навстречу Жукову.
В распоряжение командующего фронтом были переданы 42-я и 55-я армии, сосредоточенные на южном участке фронта в полосе, примерно в 25 км, вся артиллерия Балтийского флота, 125 тысяч сошедших на берег моряков, 10 дивизий народного ополчения…
Кулик, на таком же примерно участке фронта, должен был прорваться в Ленинград из района ст. Мга силами 54-й отдельной армии. По некоторым оценкам, «операция была провалена из-за малого количества войск», выделенных Жуковым в поддержку Кулика.
Захват Ленинграда немецкое военное командование рассматривало и как вероятный «тяжёлый моральный удар» советскому народу, так как Ленинград являлся так называемой «колыбелью Великого Октября» и городом революционных, боевых и трудовых традиций большевиков. В июле 1941 года при посещении штаба группы армий «Север» Адольф Гитлер подчеркнул, что с захватом Ленинграда, для русских:

…будет утрачен один из символов революции, являвшийся наиболее важным для русского народа на протяжении последних 24 лет, и что дух славянского народа в результате тяжелого воздействия боев будет серьёзно подорван, а с падением Ленинграда может наступить полная катастрофа.— Военно-исторический журнал, 1966, № 1
В военно-политической и стратегической перспективе для Германии, помимо захвата либо блокады Ленинграда как крупного промышленного центра СССР, огромное значение имело и соединение с частями финской армии, наступавшей на город с Севера. Также полагалось, что по «достижении Ленинграда» немцами «русский Балтийский флот потеряет свой последний опорный пункт и окажется в безнадёжном положении».

Хотя финны и достигли своей цели войны, освободив отнятые у них районы, они были готовы участвовать всеми силами в дальнейших операциях. Их закалка и стойкость, а также боевой опыт снова в полной мере проявились на деле и завоевали искреннее уважение со стороны воевавших вместе с ними немцев.— Курт фон Типпельскирх. «История Второй мировой войны».
21 августа, отклонив ряд предложений руководителей главного командования сухопутных сил, Гитлер в своих указаниях определял наиважнейшие задачи на ближайший период:

Важнейшей целью, которая должна быть достигнута ещё до наступления зимы, является не захват Москвы, а: на юге — захват Крыма, индустриального и угольного Донецкого бассейна и нарушение подвоза русскими нефти с Кавказа; на севере — захват Ленинграда и соединение с финнами.— Там же.

Предпосылки для успешного наступления группы армий «Центр» и разгрома противостоящих ей сил противника будут созданы лишь тогда, когда находящиеся перед группой армий «Юг» русские войска будут уничтожены, а группа армий «Север» соединится с финнами, замкнув тесное кольцо окружения вокруг Ленинграда— Там же.
17 сентября передовые части противника прорываются к Финскому заливу западнее Ленинграда, отрезав войска 8-й армии от основных сил фронта. Западнее города образовывается Ораниенбаумский плацдарм. На следующий день немцы захватывают Слуцк и врываются в Пушкин.
Ситуация казалась критической, и Жуков пошёл на крайние меры, надеясь прежде всего вернуть войскам уверенность в своих силах и возможностях:
17 сентября он отдаёт суровый приказ военным советам 42-й и 55-й армий, в котором требует немедленно расстреливать всех командиров, политработников и бойцов, оставивших рубеж обороны без приказа.
22 сентября отправляет шифротелеграмму в 8 армию, где приказывает командованию армии «лично вести в бой» бойцов и предупреждает о неминуемом расстреле всех командиров, самовольно оставивших Петергоф, как «трусов и изменников».
В некоторых публикациях утверждается, что 28 сентября 1941 года Жуков отправлял шифрованную телеграмму войскам Ленинградского фронта за № 4976, в которой, в частности предписывалось «Разъяснить всему личному составу, что все семьи сдавшихся врагу будут расстреляны и по возвращении из плена они также будут все расстреляны…».
25 сентября штаб группы армий «Север» сообщает главному командованию немецких сухопутных войск, что с оставшимися в его распоряжении силами он не в состоянии продолжать наступление на Ленинград.

Решительность, целеустремленность, порой жестокость нового командующего Ленинградским фронтом возымели своё действие. Жуков сумел в самые сжатые сроки мобилизовать даже те мизерные резервы, которые имелись в его распоряжении. В войсках появилась уверенность в успехе, и они с возрастающим упорством дрались на занимаемых позициях.— В. Краснов «Жуков. Маршал Великой империи».
Наивным бы было предположить, что миссия генерала Жукова на Ленинградском фронте ограничивалась лишь подписанием «людоедских приказов» и «заваливанием благородного противника трупами» во имя призрачной цели. Относительной стабилизации фронта на подступах к городу удалось добиться благодаря: кропотливой, круглосуточной работе над картами, поездкам по частям и подразделениям, грамотному оперативно-тактическому планированию, решению сложнейших задач по снабжению и переброске войск в условиях блокады.
Много времени уделялось Жуковым изучению сил и средств имеющихся у противника, взаимодействию со Ставкой, партийным и хозяйственным руководством города Ленинграда. Под командованием генерала армии Жукова с 14 сентября по 6 октября 1941 года войска Ленинградского фронта совместно с Балтийским флотом мужественно держали оборону на ближних подступах к городу.
Впервые в ходе войны немецкие войска были вынуждены перейти от стратегического наступления к длительной позиционной осаде. До начала операции «Тайфун» вермахту так и не удалось овладеть Ленинградом и соединиться с финской армией.
Срыв плана молниеносного захвата Ленинграда имел важное военно-стратегическое значение для советского командования. Застряв под Ленинградом, вермахт лишился возможности повернуть силы группы армий «Север» на московское направление для усиления наступавших там войск группы армий «Центр». На Москву повернули лишь остатки 4-й танковой группы (в ней осталось около половины первоначальных сил) но под Ленинградом были вынуждены оставить две дивизии 12-ю и 8-ю танковые.
После стабилизации фронта под Ленинградом Жуков был отозван на центральное направление советско-германского фронта (возглавил Резервный фронт с 8 октября и Западный фронт с 10 октября), где основные силы Западного, Резервного и Брянского фронтов в первой половине октября были окружены и уничтожены немецкими войсками (16-я, 19-я, 20-я армии и армейская группа Болдина Западного фронта, 24-я и 32-я армии Резервного фронта и пр.). 12 октября немцы захватили Калугу, 15 октября — Калинин а 18 октября — Можайск и Малоярославец.
В ночь с 5 на 6 декабря 1941 года началась Клинско-Солнечногорская наступательная операция войск правого крыла Западного фронта при поддержке левого крыла Калининского фронта под командованием Конева.
Начиная со второй половины октября и ноябре 1941 года войска Западного фронта под командованием Жукова вели активную оборону с целью измотать силы противника и готовились к переходу в контрнаступление.

Наши войска после боев на рубеже Волоколамск, Можайск, Малоярославец, Калуга закреплялись на оборонительных позициях восточнее этих пунктов, укомплектовывались, довооружались и готовились к частным контрударам против обозначившихся к этому времени неприятельских группировок
— Шапошников Б. М., «Битва за Москву: Московская операция Западного фронта 16 ноября 1941 г. — 31 января 1942 г.».
Войска Западного и других фронтов нанесли ощутимое поражение соединениям Группы армий «Центр» генерал-фельдмаршала фон Бока в ходе контрнаступления под Москвой (5 декабря 1941 — 7 января 1942).
Потери советских войск составили 372 тыс. убитыми и ранеными, или 37 % от численности войск в начале операции.
В результате успешного наступления была снята угроза быстрого захвата противником столицы СССР. Линия фронта отодвинулась от Москвы на 100—250 км. Первое крупное поражение вермахта во Второй мировой войне оказало вдохновляющее моральное воздействие на народы антигитлеровской коалиции.

#### 1942 год
26 августа 1942 года Г. К. Жуков был назначен заместителем Верховного Главнокомандующего СССР и одновременно первым заместителем народного комиссара обороны СССР, оставаясь в этих должностях до конца войны.
В этот год Жуков командовал советскими войсками в четырёх крупных наступательных операциях:
- Московское контрнаступление (до 7 января 1942 г.);
- Ржевско-Вяземская операция (8 января — 20 апреля 1942 г.);
- Первая Ржевско-Сычёвская операция (30 июля — 23 августа 1942 г.);
- Вторая Ржевско-Сычёвская операция — (Операция «Марс») (25 ноября — 20 декабря 1942 г.).

Принимал активное участие в разработке плана и подготовке:
- Стратегической наступательной операции «Уран» — Сталинградская битва (19 ноября 1942 года — 2 февраля 1943 года).

План стратегической наступательной операции «Уран» 1942 года

Значительные успехи советских войск под Москвой в декабре 1941 года привели к активному наступлению Красной Армии по всему фронту. Но уже в январе 1942 года оно стало захлёбываться из-за усилившегося сопротивления немецких войск, из-за перебоев с подкреплениями и боеприпасами у Красной Армии, из-за переоценки Ставкой достигнутых успехов. Потери в относительно малорезультативной Ржевско-Вяземской операции составили 776 889 человек — 73,4 % от численности войск к началу операции.
В ходе Ржевско-Сычёвской операции летом 1942 года фронт противника снова устоял, советские войска продвинулись на 30−40 км. Эта операция не привела к оттоку немецких сил с южного направления советско-германского фронта, однако не была допущена и переброска на него дивизий Группы армий «Центр». Потери в операции составили 193 683 человека (56,1 % от первоначальной численности).
Печально известная операция «Марс», проводившаяся синхронно с начальной фазой операции «Уран», не готовилась непосредственно Жуковым как командующим фронтом. В период её подготовки он находился как представитель Ставки ВГК на Сталинградском направлении. Однако координация усилий Западного фронта (командующий фронтом Конев) и Калининского фронта (командующий фронтом Пуркаев) в период операции была возложена именно на него.
Основной задачей операции предполагалось окружить и уничтожить 9-ю полевую армию вермахта, однако сделать этого по ряду причин не удалось. Потери советских войск в ней составили 215 тыс. убитыми, ранеными и пленными, 1315 танков и САУ за 25 дней. Таким образом, средние потери советских войск за один день боевых действий (8666 человек и 52,6 танка) значительно превысили потери в Сталинградской наступательной операции (6466 человек и 38,9 танков).
Вот как оценивает это наступление немецкий генерал фон Типпельскирх:

В начале августа сложилась очень тяжёлая обстановка [на ржевско-сычевском направлении]: русские едва не прорвали фронт. Прорыв удалось предотвратить только тем, что три танковые и несколько пехотных дивизий, которые уже готовились к переброске на южный фронт, были задержаны и введены сначала для локализации прорыва, а затем и для контрудара. Тактический успех был на стороне немцев. Но русские, сковав такое большое количество немецких войск, принесли этим большую пользу своему главному фронту.— Курт фон Типпельскирх. «История Второй мировой войны».
В то же время наступательные действия Красной армии в районе Ржева не дали возможности немецкому командованию перебросить в качестве дополнительных резервов части с центрального направления советско-германского фронта на южное, где они могли бы повлиять на ход и итоги Сталинградской битвы.

«Марс» является одним из ярких примеров возникновения позиционного кризиса на качественно новом уровне развития военной техники и оперативного искусства. Танки, которые в Первую мировую войну стали одним из инструментов решения проблемы прорыва фронта, во Второй мировой войне сами часто оказывались жертвами новых средств борьбы. Противотанковые пушки выкашивали наступающие танки с той же ужасающей быстротой и эффективностью, как пулемёты и скорострельные орудия останавливали пехотинцев на Марне. Поздней осенью 1942 г. танки все чаще стали сталкиваться с противотанковой артиллерией в самом её опасном варианте — с целиком защищенными противоснарядным бронированием САУ.— А. Исаев «Когда внезапности уже не было. История ВОВ, которую мы не знали».
Кроме того, Жуков как представитель Ставки координировал действия армий Сталинградского фронта в междуречье Дона и Волги в первой половине сентября 1942 года. Кроме оперативной деятельности командующего, согласно версии, выдвинутой Жуковым и Василевским, они принимали непосредственное участие в создании ключевого советского военного плана летней кампании 1942 года и были его соавторами, — плана стратегической операции «Уран» по разгрому немецких войск под Сталинградом. План, на котором стоят их и И. В. Сталина подписи, до сих пор не опубликован, несмотря на истечение срока давности.

#### 1943 год
В начале 1943 года Жуков координировал действия войск Волховского фронта в операции «Искра» при прорыве Ленинградской блокады.
После «Искры» Жуков участвует в подготовке операции «Полярная Звезда», проведение которой было поручено С. К. Тимошенко. Предполагалось разгромить группу армий «Север», освободить Ленинградскую область и создать предпосылки для успешного наступления в Прибалтике.
18 января 1943 года Жукову было присвоено звание Маршала Советского Союза. Он стал первым маршалом СССР с начала войны.
С 17 марта Жуков находился на белгородском направлении формирующейся Курской дуги. Маршал К. К. Рокоссовский отзывался о деятельности Жукова на посту представителя Ставки на Центральном фронте в тот период:

…Жуков Г. К. отказался даже санкционировать мое предложение о начале артиллерийской контрподготовки, предоставив решение этого вопроса мне, как командующему фронтом. Решиться на это мероприятие необходимо было немедленно, так как на запрос Ставки не позволяло время. В Ставку позвонил Г. К. Жуков примерно около 10 часов 5 июля, доложив по ВЧ в моем присутствии Сталину о том (передаю дословно), что Костин (мой псевдоним) войсками управляет уверенно и твердо и что наступление противника успешно отражается. Тут же он попросил разрешения убыть ему к Соколовскому. После этого разговора немедленно от нас уехал. Вот так выглядело фактически пребывание Жукова Г. К. на Центральном фронте. В подготовительный к операции период Жуков Г. К. у нас на Центральном фронте не бывал ни разу.— из письма Рокоссовского К. К. Главному редактору «Военно-исторического журнала» Мацуленко В. А. (сентябрь 1967 г.)

Во-первых, утверждения К. К. Рокоссовского об отъезде Г. К. Жукова в первый день операции не подтверждаются документально. Во-вторых, Жуков убыл на Западный фронт готовить наступление, которое поставило жирную точку в «Цитадели». П. А. Ротмистров мог крайне неудачно выступить под Прохоровкой, судьбы сражения это уже не решало. Мощные удары по орловскому выступу (фактически в тыл ударной группировки немцев на северном фасе Курской дуги) автоматически делали немецкое наступление бесперспективным. Последний удар был нанесен вскрытыми немецкой разведкой приготовлениями войск Южного фронта к наступлению на Миусе.— А. Исаев. «Мифы и правда о Маршале Жукове» .
С 5 июля в ходе оборонительного и наступательного этапов Курской битвы Жуков координировал действия Западного, Брянского, Степного и Воронежского фронтов.
В конце августа-сентябре в ходе Черниговско-Полтавской операции Жуков координировал действия Воронежского и Степного фронтов в ходе операций по преследованию противника, отходившего к Днепру.

#### 1944 год
В результате Житомирско-Бердичевской операции образовался Корсунь-Шевченковский выступ, который Жуков и Ватутин, в докладе Сталину 11 января 1944 года предложили срезать.
В окружение, согласно мемуарам Манштейна, попали 42-й армейский корпус 1-й танковой армии и 11 армейский корпус 8-й армии: 6 дивизий и одна бригада. По исследованию И. Мощанского — 10 дивизий и одна бригада.
В процессе проведения операции генерал Конев обвинил Жукова и Ватутина в бездеятельности в отношении окружённой немецкой группировки, что вело к её прорыву из окружения. В результате обращения Конева к Сталину внутренний фронт окружения был полностью передан под командование Конева. Этот эпизод дополнительно осложнил отношения Жукова и Конева.
После тяжёлого ранения Ватутина Сталин приказал Жукову возглавить 1-й Украинский фронт. Войска под командованием Жукова провели в марте-апреле 1944 года наступательную Проскуровско-Черновицкую операцию и вышли к предгорьям Карпат.
10 апреля 1944 года Маршал Г. К. Жуков был удостоен высшей военной награды — ордена «Победа» — первым среди награждённых. Номера орденов отсутствовали, так как изготовлялись не на Монетном дворе, а в ювелирной часовой мастерской.
Летом 1944 года Жуков координировал действия 1-го и 2-го Белорусских фронтов в ходе проведения операции «Багратион». Хорошо обеспеченная материально-техническими средствами операция завершилась успешно. Продвижение составило не 150—200 км, как планировалось, а 400—500 км.
В ходе наступления Жуков 8 июля (независимо от Василевского, предложившего такую же идею) выдвинул предложение о переброске одной танковой армии с 1-го Украинского фронта, имевшего избыток сил и средств, в группу фронтов Василевского и на 2-й Белорусский фронт, с одновременным усилением этой группировки одной общевойсковой армией из резерва Ставки и рядом других частей, для внезапного удара на пока крайне слабо обороняемую Восточную Пруссию. Однако идея была отвергнута. Как позже отмечал Г. К. Жуков:

Думаю, что это была серьёзная ошибка Верховного, в последующем повлёкшая за собой необходимость проведения чрезвычайно сложной и кровопролитной Восточно-Прусской операции.— Г. К. Жуков «Воспоминания и размышления»
В июле 1944 года Жуков также координировал действия 1-го Украинского фронта, который наносил удары на Львовском, Рава-Русском и частью сил — на Станиславском направлениях. В ноябре 1944 года назначен командующим 1-м Белорусским фронтом.

#### 1945 год
На заключительном этапе войны 1-й Белорусский фронт, руководимый маршалом Жуковым, совместно с 1-м Украинским под командованием Конева провели Висло-Одерскую операцию, в ходе которой советские войска освободили Варшаву, рассекающим ударом разгромили группу армий «А» генерала Й. Харпе и фельдмаршала Ф. Шёрнера.
Потери советских войск в этой операции составили 193 215 человек. Из этого числа 1-й Белорусский фронт потерял 77 342 из 1 028 900 человек (7,5 %), в то время 1-й Украинский — потерял 115 783 из 1 083 800 человек (10,7 %), то есть в 1,5 раза больше.
Несмотря на то, что фронт Жукова перешёл в наступление на два дня позже соседнего 1-го Украинского, темпы наступления 1-го Белорусского фронта настолько превысили темпы наступления соседних двух фронтов, что это привело к оголению флангов на 100—150 км с севера и с юга от передовых частей. Ширина фронта к исходу 31 января достигла 500 км.
С 3 февраля по 30 марта часть сил фронта вела упорное ожесточённое сражение по удержанию и расширению плацдарма в районе Кюстрина, значительно расширив стратегически важный плацдарм на Одере — трамплин для завершающего наступления на Берлин.
10 февраля — 4 апреля правое крыло 1-го Белорусского фронта приняло участие в Восточно-Померанской операции, потеряв при этом 52 303 из 359 600 человек (14,5 %). 2-й Белорусский фронт под командованием Рокоссовского потерял при этом 173 389 из 560 900 человек (30,9 %).
Войска 1-го Белорусского фронта закончили войну участием в Берлинской операции, потеряв при этом 179 490 из 908 500 человек (19,7 %), в то время как 1-й Украинский фронт потерял 113 825 из 550 900 человек (20,7 %).
8 мая 1945 года в 22:43 (9 мая в 00:43 по московскому времени) в Карлсхорсте (Берлин) Жуков принял от генерал-фельдмаршала Вильгельма Кейтеля безоговорочную капитуляцию войск нацистской Германии.

### Жуков и два Парада Победы
24 июня 1945 года в Москве на Красной площади состоялся знаменитый парад в честь Победы Советского Союза над Германией в Великой Отечественной войне.
Парад Победы принимал Маршал Советского Союза Георгий Жуков. Командовал парадом Маршал Советского Союза К. К. Рокоссовский. Жуков и Рокоссовский проехали по Красной площади на конях белой и караковой масти.
На трибуне мавзолея Ленина присутствовали Сталин, Молотов, Калинин, Ворошилов и другие члены Политбюро. От имени и по поручению Советского правительства и ВКП(б) Георгий Константинович поздравил доблестных советских воинов «с Великой Победой над германским империализмом».
7 сентября 1945 года в Берлине у Бранденбургских ворот состоялся Парад Победы союзных войск во Второй Мировой Войне (в парадном марше прошли колонны войск и бронетехника берлинских гарнизонов СССР, Франции, Великобритании и США), от Советского Союза парад принимал маршал Жуков. Командовал парадом комендант Британского сектора в Берлине генерал-майор Эрик Нэйрс.

### Группа советских войск в Германии
В июне 1945 года 1-й Белорусский фронт переименован в Группу советских оккупационных войск в Германии (ГСОВГ), главнокомандующим которой становится возглавлявший войска фронта маршал Жуков. Также он возглавил организованную в том же месяце Советскую военную администрацию в Германии (СВАГ).
Как отмечается, таким образом в оккупированной советскими войсками части Германии (Советская зона оккупации Германии) в тот период устанавливались два центра власти: военный и военно-административный: Советские оккупационные войска и Советская военная администрация. Руководство обеими структурами осуществлял один Главнокомандующий — маршал Г. Жуков.
Как главнокомандующий ГСОВГ, в июле 1945 года Жуков как представитель СССР, вошёл в союзнический Контрольный совет по управлению Германией.
Менее чем через год, с оформлением Сухопутных войск как вида Вооружённых Сил СССР, в марте 1946 года Жуков назначен на должность Главнокомандующего Сухопутными войсками и замминистра Вооружённых Сил СССР.

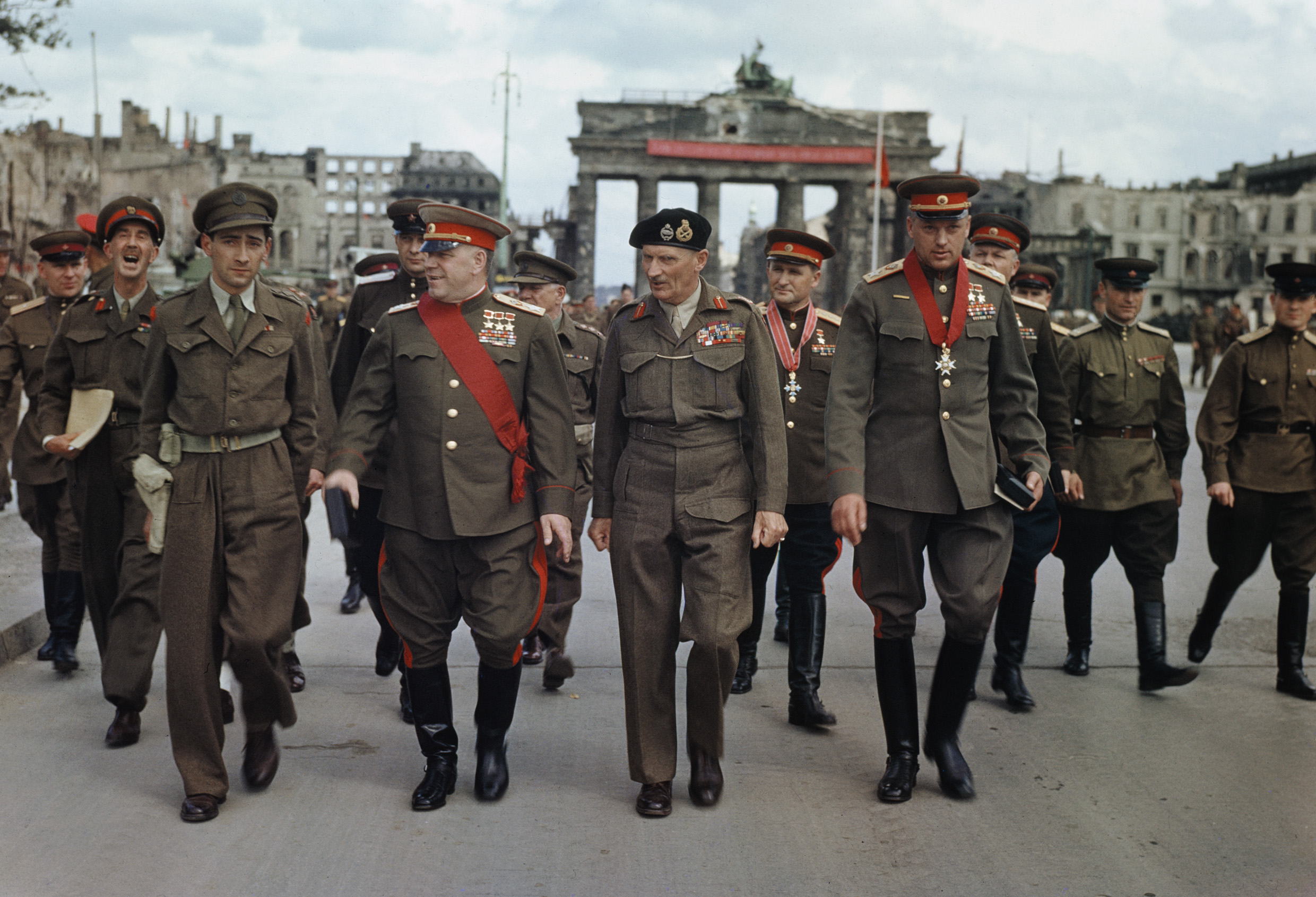
12 июля 1945 года союзники в Берлине у Бранденбургских ворот после церемонии награждения
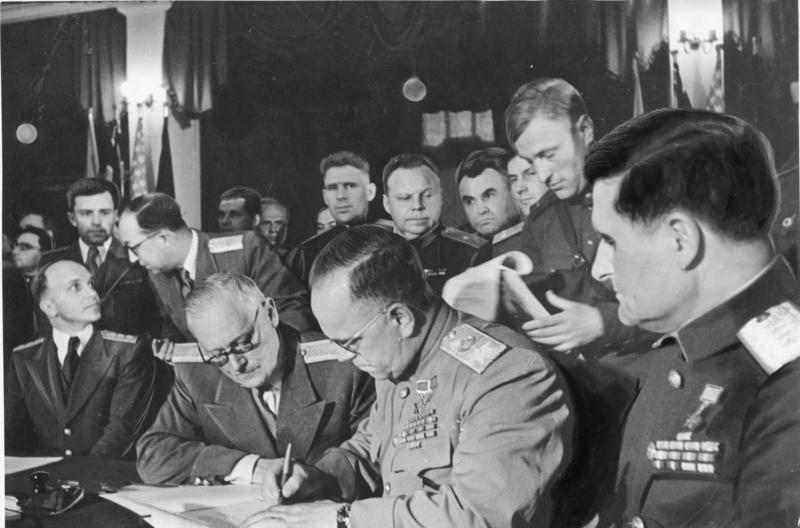
Подписание  Акта о безоговорочной капитуляции Германии 8 мая 1945 года в 22:43 по центральноевропейскому времени (9 мая 00:43 по московскому времени), Карлсхорст (Берлин)
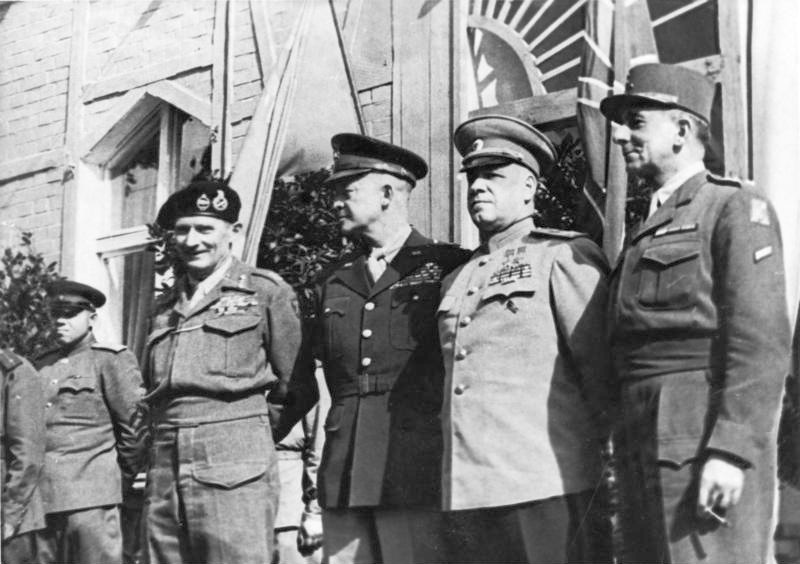
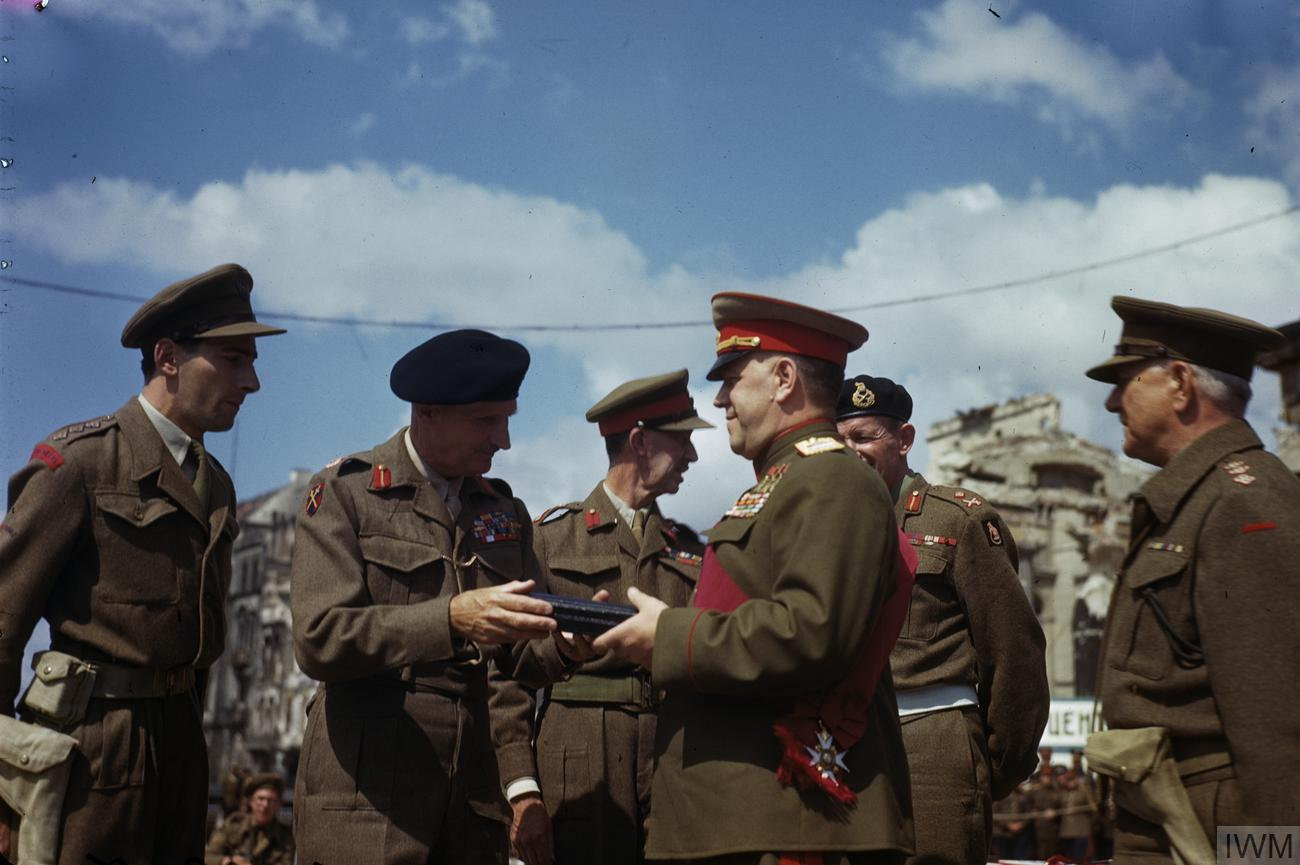
12 июля 1945 года фельдмаршал Монтгомери награждает маршала Жукова Орденом Большого Креста военного класса в Берлине у Бранденбургских ворот
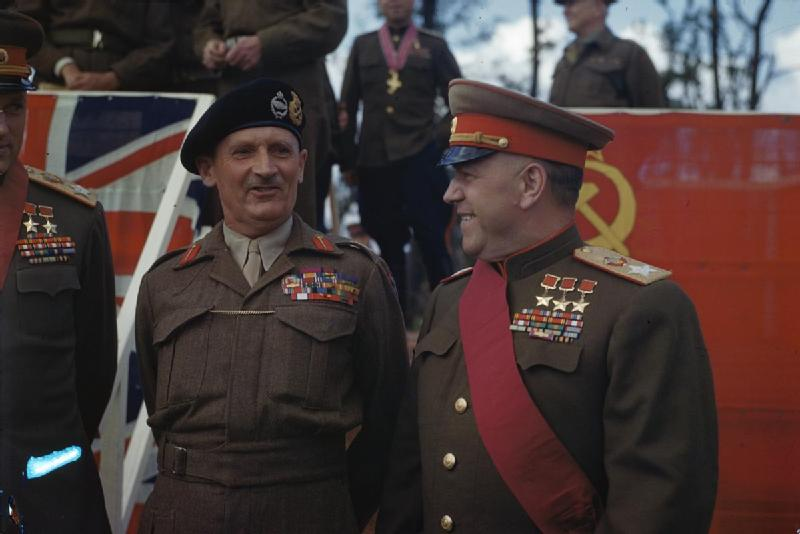
Берлин, 12 июля 1945 года. Жуков с фельдмаршалом Монтгомери

### Постановление Политбюро ЦК ВКП(б) «О товарище Жукове Г. К.»
Сталин не смог вынести авторитета полководца Жукова в армии и стране, его международного престижа.
 Поэтому после Победы, сняв мундир генералиссимуса, он не забывает о Георгии Константиновиче, «задвинув» его в 1946 году командующим Одесским военным округом.
Летом 1946 года состоялось заседание Высшего военного совета, на котором разбиралось дело маршала Жукова по материалам допроса Главного маршала авиации А. А. Новикова, арестованного перед тем органами госбезопасности по «делу авиаторов». Жуков был обвинён в незаконном присвоении трофеев и раздувании своих заслуг в деле разгрома Гитлера с личной формулировкой И. В. Сталина «присваивал себе разработку операций, к которым не имел никакого отношения». На заседании практически все высшие военачальники, за исключением начальника Главного управления кадров Ф. И. Голикова, высказались в поддержку Жукова. Однако члены Политбюро обвинили Жукова в «бонапартизме» за то, что он «вывел политотделы из состава сухопутных войск».
В июне 1946 года было открыто расследование по «трофейному делу». Предварительным следствием были добыты свидетельства о том, что Жуков вывозил из Германии «в значительных количествах» мебель, произведения искусства, различное другое трофейное имущество «для своего личного пользования». Также в деле имеется объяснительная записка Жукова на имя секретаря ЦК ВКП(б) А. А. Жданова:

- Я признаю себя очень виноватым в том, что не сдал всё это ненужное мне барахло куда-либо на склад, надеясь на то, что оно никому не нужно.
- Я даю крепкую клятву большевика — не допускать подобных ошибок и глупостей…
- Я уверен, что я ещё нужен буду Родине, великому вождю товарищу Сталину и партии…

Мемориальная доска Г. К. Жукова на здании штаба Одесского военного округа

9 июня 1946 года Жуков был снят с должности Главкома сухопутных войск — замминистра Вооружённых Сил СССР и назначен командующим войсками Одесского округа. На Пленуме ЦК ВКП(б) в феврале 1947 года маршал Жуков был выведен из числа кандидатов в члены ЦК ВКП(б).
20 января 1948 года Политбюро приняло постановление «О т. Жукове Г. К., Маршале Советского Союза». В постановлении, среди прочего, указывалось:

Тов. Жуков в бытность главнокомом группы советских оккупационных войск в Германии допустил поступки, позорящие высокое звание члена ВКП(б) и честь командира Советской Армии. Будучи обеспечен со стороны государства всем необходимым, тов. Жуков злоупотреблял своим служебным положением, встал на путь мародёрства, занявшись присвоением и вывозом из Германии для личных нужд большого количества различных ценностей. В этих целях т. Жуков, давши волю безудержной тяге к стяжательству, использовал своих подчинённых, которые, угодничая перед ним, шли на явные преступления… Будучи вызван в комиссию для дачи объяснений, т. Жуков вёл себя неподобающим для члена партии и командира Советской Армии образом, в объяснениях был неискренним и пытался всячески скрыть и замазать факты своего антипартийного поведения. Указанные выше поступки и поведение Жукова на комиссии характеризуют его как человека, опустившегося в политическом и моральном отношении.
4 февраля 1948 года приказом министра вооружённых сил Николая Булганина Жуков переведён с должности командующего войсками Одесского военного округа на должность командующего войсками Уральского военного округа.

### 1952—1957 годы
На XIX съезде партии в октябре 1952 года Жуков вновь был избран кандидатом в члены ЦК.
После смерти Сталина в 1953 году по ходатайству Л. П. Берии Жуков был назначен на должность первого заместителя министра обороны СССР (министром обороны стал Н. А. Булганин). По утверждению Сергея Хрущёва, возвращение Жукова с Урала и назначение на должность замминистра произошло по настоянию Н. С. Хрущёва.
Хрущёв и Булганин планировали устранить Берию (членам Президиума ЦК по инициативе Хрущёва было объявлено, что Берия планирует провести государственный переворот и арестовать Президиум на премьере оперы «Декабристы»). По некоторым свидетельствам, Жуков предупредил Берию, но тот был уверен, что это произойдёт на съезде, и «у него будет открытая трибуна». Участник ареста Берии во время заседания Президиума 26 июня 1953 года, непосредственно задержавший Берию по указанию Г. М. Маленкова, Жуков, как отмечают, был привлечён к этому в последний момент и, что было особо оговорено Булганиным, без оружия. На пленуме ЦК КПСС в июле 1953 года переведён из кандидатов в члены ЦК КПСС.

#### Тоцкое общевойсковое учение 1954 года
Общевойсковое учение на тему «Прорыв подготовленной тактической обороны противника с применением атомного оружия» было назначено на осень 1954 года.
На учениях должна была применяться атомная бомба РДС-2 мощностью 40 килотонн, испытанная на Семипалатинском испытательном полигоне в 1951 году. Руководство учением было возложено на Маршала Советского Союза Г. К. Жукова.

В этих условиях было крайне необходимо в интересах совершенствования противоатомной защиты войск, проверки расчетных нормативов по поражению атомным оружием техники и вооружения провести учение с максимальным приближением к боевой обстановке. Осуществление такого замысла было продиктовано также стремлением не отстать в подготовке Вооруженных Сил СССР от армии США.— Илья Крамник «55 лет учениям на Тоцком полигоне: бомба и информационное оружие».
В учениях участвовали: около 45 тысяч человек, 600 танков и САУ, 600 бронетранспортёров различных типов, 500 орудий и миномётов, более 300 самолётов, большое количество вспомогательной техники. На полигон прибыли командующие всех родов войск и флота. Присутствовали министры обороны стран-союзников СССР. В день проведения учения на полигон прибыл Никита Хрущёв.
14 сентября 1954 года в 09:34 утра, бомба эквивалентом примерно в 44 килотонны была сброшена с бомбардировщика Ту-4, с высоты более 8000 метров. Взрыв произошёл на высоте 350 метров. После ядерного взрыва последовала артиллерийская подготовка и атаки фронтовой авиации. Гражданское население близлежащих к Тоцкому полигону деревень было предварительно эвакуировано.
Через три часа началось наступление наземных войск. Непосредственно через гипоцентр взрыва (точку на поверхности земли под местом взрыва) прошло 40000 человек. Войско прошло по центру зоны, где фон был максимален. Позже, как и в США, значительное количество участников учений пострадали от последствий облучения, и многие умерли от вызванных им болезней. Кроме СССР и США, учения подобного рода проводили Великобритания и, по некоторым сведениям, Франция и Китай.
Информация об этих учениях весь советский период была засекречена. Со всех участников учений была взята подписка о неразглашении государственной и военной тайны сроком на 25 лет. Согласно данным, опубликованным в начале 1990-х годов, радиационному воздействию, наряду с Тоцким, в разной степени подверглись ещё семь районов, где наблюдался рост числа онкологических заболеваний. В 1994 году на Тоцком полигоне в эпицентре взрыва установили памятный знак — стелу с колоколами, звонящими по всем пострадавшим от радиации.

#### Министр обороны СССР

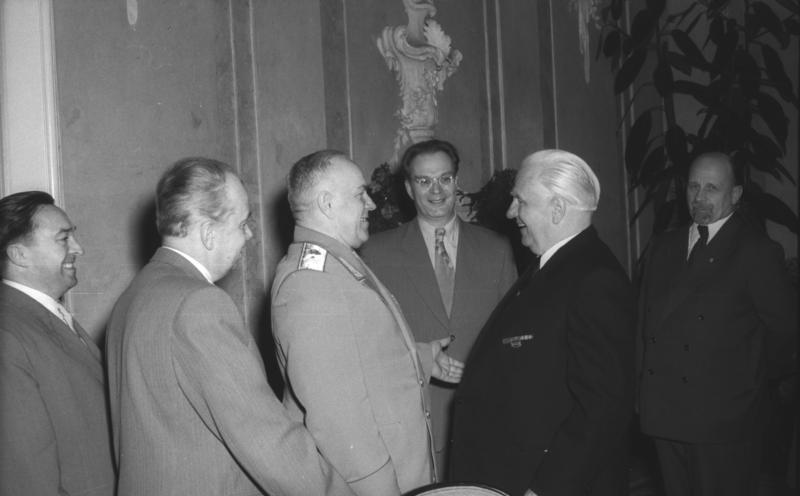
Министр обороны СССР Г. К. Жуков в Берлине. 6 мая 1955 года

В феврале 1955 года Н. А. Булганин был назначен председателем Совета Министров СССР. Жуков получил назначение Министром обороны СССР. В феврале 1956 года Жуков был избран кандидатом в члены Президиума ЦК КПСС.
Жуков восстановил должность главнокомандующего сухопутными войсками, упразднённую Сталиным в 1950 году, и назначил на неё маршала Конева, своего заместителя на посту министра. 21 марта 1955 года он создал пост заместителя министра обороны по специальному вооружению и ракетной технике, на который назначил маршала Неделина.
Жуков по инициативе Хрущёва осуществил сокращение численности вооружённых сил с 4 815 870 до менее чем 3 миллионов человек, был сокращён[сколько?] срок службы по призыву. В июне 1955 года обратился в ЦК КПСС с предложением создать мемориалы погибшим воинам в Москве, Ленинграде, Сталинграде, Севастополе и в Одессе.
18-23 июля 1955 года Жуков вместе с Хрущёвым, Булганиным и Молотовым участвовал в переговорах в Женеве, где впервые после окончания Второй мировой войны встретились руководители СССР, США, Великобритании и Франции. Хрущёв при этом возлагал большие надежды на хорошие личные отношения, сложившиеся между Жуковым и Эйзенхауэром, ставшим в 1952 году президентом США.
На переговорах Эйзенхауэр предложил политику «открытого неба», позволяющую одной стороне совершать инспекционные полёты над территорией другой, чтобы своевременно заметить возможную военную угрозу. Вопреки мнению Хрущёва и других членов советской делегации, даже не посоветовавшись с ними, Жуков поддержал предложение Эйзенхауэра. Чарльз Боулен, посол США в Москве, тоже присутствовавший на переговорах в Женеве, написал в своих воспоминаниях: «[Маршал] сильно отличался по характеру от хитрых большевистских вождей. Он проявлял терпимость, даже уважение к Соединённым Штатам, и у меня нет никаких сомнений в том, что его симпатия к генералу Эйзенхауэру была искренней, а не изображаемой для какой-то цели».
В ноябре 1956 года Жуков, вместе с маршалом Коневым, руководил советскими войсками при подавлении антикоммунистического восстания в Венгрии. Эта операция называлась «Вихрь». По мнению западных исследователей, Жуков сыграл одну из ключевых ролей в подавлении восстания.
Указом Президиума Верховного Совета СССР от 1 декабря 1956 года в связи с 60-летием со дня рождения в четвёртый раз был удостоен звания Героя Советского Союза с вручением медали «Золотая Звезда» за № 1/IV и ордена Ленина (№ 276136), став первым четырежды Героем Советского Союза.
Жуков уделял большое внимание созданию и принятию на вооружение ракетно-ядерного оружия. С 13 по 20 мая 1957 года по инициативе Г. К. Жукова состоялась военно-научная конференция с участием высших командиров различных родов войск, начальников и преподавателей военных академий, руководителей конструкторских бюро и научно-исследовательских институтов. На ней обсуждался вероятный характер возможных в будущем войн.
22—29 июня 1957 года на Пленуме ЦК КПСС вместе с председателем КГБ СССР генералом армии И. А. Серовым и другими активно поддержал Н. С. Хрущёва в борьбе с так называемой «антипартийной группой Молотова, Маленкова, Кагановича и примкнувшего к ним Шепилова». Тогда же был избран членом Президиума ЦК КПСС.

Георгий Константинович, пожалуй, первым рассказал о том, как Сталин и его подручные утверждали расстрельные приговоры списками.— Л. Млечин: «Ликвидация ущерба».

### Отставка и увольнение с военной службы
В течение октября 1957 года Жуков находился с официальными визитами во главе военной делегации в Югославии и Албании, отбыв из Севастополя на крейсере «Куйбышев»; тем временем Хрущёв и его партийные единомышленники готовили пленум, который должен был устранить Жукова, который обвинялся в попытках оторвать армию от партии, поставить себя между военнослужащими и Центральным комитетом. Сразу же по возвращении в Москву, 26 октября, Жукова приглашают на заседание Президиума ЦК КПСС.
Постановлением Президиума ЦК КПСС от 26 октября 1957 года Жуков был освобождён от должности министра обороны СССР. 29 октября 1957 года Пленум ЦК КПСС, посвящённый улучшению партийно-политической работы в Советской Армии и Военно-Морском Флоте, постановил, что Г. К. Жуков «нарушал ленинские, партийные принципы руководства Вооружёнными Силами, проводил линию на свёртывание работы партийных организаций, политорганов и Военных советов, на ликвидацию руководства и контроля над армией и Военно-Морским Флотом со стороны партии, её ЦК и Правительства. Пленум ЦК установил, что при личном участии т. Жукова Г. К. в Советской Армии стал насаждаться культ его личности. <…> Таким образом т. Жуков Г. К. не оправдал оказанного ему Партией доверия. Он оказался политически несостоятельным деятелем, склонным к авантюризму как в понимании важнейших задач внешней политики Советского Союза, так и в руководстве Министерством обороны.» Этим же постановлением Жуков был выведен из состава Президиума ЦК и ЦК КПСС. В качестве одного из конкретных обвинений, предъявленных Жукову, упоминалось учреждение им без ведома ЦК школы диверсантов (спецназа) в две с лишним тысячи слушателей, что расценивалось как создание подчинённой лично ему ударной силы.
3 ноября 1957 года в печатном органе ЦК КПСС газете «Правда» опубликована статья, подписанная первым заместителем министра обороны маршалом Иваном Коневым, — «Сила Советской Армии и Флота — в руководстве партии, в неразрывной связи с народом». В ней, в частности, утверждалось, что Жуков, «как военный и государственный деятель, неправильно, не по-партийному осуществлял руководство таким сложным организмом, каким являются современные Вооружённые Силы Советского государства, грубо нарушал ленинские принципы руководства Вооружёнными Силами», «незаслуженно приписывает себе особую роль в разработке плана стратегической наступательной операции по разгрому немецко-фашистских войск под Сталинградом», «как человек необычайно тщеславный и не обладающий партийной скромностью, использовал своё положение министра обороны и насаждал в Вооружённых Силах культ своей личности». Согласно воспоминаниям Хрущёва, при решении вопроса о своём увольнении с поста министра обороны Жуков настаивал на том, чтобы Конев стал его преемником на должности министра.
Приказом министра обороны СССР № 051 от 4 марта 1958 года на основании Постановления Совета министров СССР № 240 от 27 февраля 1958 года маршал Жуков уволен из Вооружённых Сил.
К XXII съезду КПСС Г. К. Жукова называют в составе участников антипартийной группы.
Жуков был единственным Маршалом Советского Союза, который после отставки не был зачислен в Группу генеральных инспекторов Министерства обороны СССР, куда входили все видные полководцы-герои Великой Отечественной войны, по состоянию здоровья или по выслуге лет оставившие службу.
Сам Жуков, — как вспоминал о нём один из его адъютантов полковник Н. Ф. Панасенко, которого он помог вызволить из особого лагеря № 1, наведывавшийся к нему в годы его опалы, — говорил ему об этом следующее:

Они меня в бонапартизме обвиняют. Да я, если б хотел… Ко мне Фурцева прибегала, уговаривала: «Георгий Константинович, возьмите власть, а то ведь Молотов с Кагановичем…». Но мне это ни к чему…— Приводится по тексту издания: В. С. Фрид «58 с половиной или записки лагерного придурка»

### В последние годы жизни

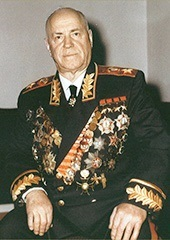
Одна из последних фотографий маршала

После отставки Хрущёва в 1964 году, — 8 мая 1965 года Георгия Константиновича после продолжительного перерыва пригласили в Кремлёвский дворец съездов на торжественное заседание, посвящённое 20-летию Победы. Присутствующие в зале встретили его появление продолжительными аплодисментами и бурной овацией. В это время он подошёл и лично поздоровался с Баграмяном, который поддерживал с ним связь во время опалы.
В 1966 году Жуков принял участие в создании малоизвестного до недавнего времени документального фильма «Если дорог тебе твой дом» Константина Симонова и Василия Ордынского, где дал большое интервью по теме боёв 1941 года и обороны Москвы. Фильм вышел на экраны только в 1967 году, после значительного монтажа и цензуры по настоянию ГПУ СА и ВМФ. В. С. Ордынский, который снимал интервью с ним для фильма «У твоего порога» был восхищён своим собеседником. Режиссёру сильно мешали советами и поправками другие военные консультанты из числа генералитета. Жуков утешал его:

Что вы от них хотите, Василий Сергеевич? Эти генералы хотят сейчас выиграть сражения, которые просрали в войну.— Приводится по тексту издания: В. С. Фрид «58 с половиной или записки лагерного придурка»
Своё интервью Жуков дал Симонову 5 августа 1966 года. По словам Владимира Владимировича Познера, полную версию интервью якобы было приказано уничтожить из-за ряда острых заявлений Жукова (в частности, по поводу того, что у советского командования не было полной уверенности в возможности отстоять Москву осенью 1941 года). Однако Владимир Александрович Познер (отец Познера) забрал плёнку, «смонтировал её на другой киностудии и сдал в архив». Полную версию интервью показывали 4 мая 2010 года на Первом канале в рамках программы «Познер», а затем 9 мая 2012 на канале «Культура».
В том же году Георгий Константинович соглашается быть консультантом многосерийного документального фильма «Страницы Сталинградской битвы» и одновременно снимается в двух его сериях: «На степных рубежах» и «Операция Уран». Фильм он посмотрел на своей даче летом 1969 года, когда после перенесённого в 1967 году инсульта уже ходил, опираясь на трость. На просмотре присутствовали: его жена Галина Александровна, режиссёр фильма Виктор Кадиевич Магатаев, мать жены Клавдия Евгеньевна Семёнова и порученец маршала, майор Предухин Иван Александрович.
22—23 ноября 1966 года в Центральном доме Советской Армии прошла конференция, посвящённая 25-летию разгрома немецких войск под Москвой. В её работе принимали участие все бывшие командующие фронтами Западного направления, командармы и другие военачальники, партийные и хозяйственные работники, учёные, бывшие партизаны, ополченцы столицы и др. В работе форума принял участие и Георгий Константинович, которого организаторы конференции не включили в список выступающих. Только после обращения инициативной группы Жукову дали слово и он выступил перед собравшимся с воспоминаниями о Московской битве.

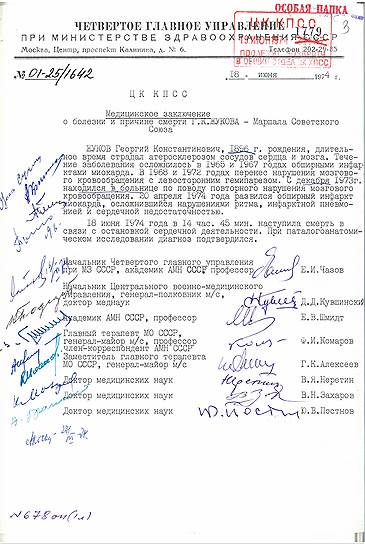
Медицинское заключение о смерти

30 декабря 1966 года маршал Г. К. Жуков был награждён орденом Ленина «В связи с 70-летием со дня рождения и за заслуги перед вооружёнными силами», а указом от 22 февраля 1968 года — орденом Октябрьской Революции «За заслуги в строительстве и укреплении армии и в связи с её 50-летием».
В марте 1969 года наконец выходит в свет его книга «Воспоминания и размышления», работу над которой он начал ещё в 1958 году.
Жуков с энтузиазмом приступает к редактированию и дописыванию 2-го издания. После смерти Жукова книга неоднократно редактируется и переиздаётся.
13 ноября 1973 года от рака скончалась жена маршала — Галина Александровна. После её смерти Георгий Константинович чувствовал себя всё хуже. Вскоре у него случился инфаркт. В мае 1974 года Жуков впал в кому.
Г. К. Жуков умер в Центральной клинической больнице на улице Грановского 18 июня 1974 года, накануне 17-летия своей младшей дочери.
Вопреки последней воле Жукова о погребении в земле и невзирая на просьбы семьи к высшему руководству страны, тело его было кремировано. Урна с прахом захоронена в Кремлёвской стене на Красной площади Москвы (прим. как исключение — на правой стороне, рядом с прахом С. С. Каменева).
2 декабря 1996 года — в год 100-летия со дня рождения Жукова — на Красной площади, впервые за все годы существования кремлёвского некрополя, была отслужена панихида.

Для меня главным было служение Родине, своему народу. И с чистой совестью могу сказать: я сделал все, чтобы выполнить этот свой долг. Дни моих самых больших радостей совпали с радостями Отечества. Тревога Родины, её потери и огорчения всегда волновали меня больше, чем личные. Я прожил жизнь с сознанием, что приношу пользу народу, а это главное для любой жизни.
— Георгий Жуков. «Воспоминания и размышления» М., 2002, Т. 2, с. 399

## Воспоминания современников
Человек большого полководческого таланта, смелый и оригинальный в своих суждениях, очень твёрдый в проведении решений в жизнь, не останавливающийся ни перед какими препятствиями для достижения поставленных военных целей. Чувствуя свою правоту в том или ином спорном вопросе, Георгий Константинович мог довольно резко возражать Сталину, на что никто другой не отваживался.— Штеменко С. М. «Генеральный штаб в годы войны»

Жуков ценил штаб, понимал значение штаба в работе командующего, не мыслил свою работу в отрыве от работы штаба. И штаб при нём работал спокойно и регулярно. Подписав вечером итоговое донесение, он больше не дергал штаб. Подводились итоги вечером, во время составления итогового донесения, определялись задачи на следующий день, и с утра можно было спокойно работать в штабе, зная, что не будет дерготни, напоминаний, вопросов. Во всяком случае, первые несколько часов утренней работы.
Работникам штаба Жуков доверял. Доверял их донесениям, суждениям. И, пока он доверял, работать с ним было хорошо. Но с людьми, раз выходившими у него из доверия, он бывал крут, и если учесть огромные полномочия, которые он имел, огромные права,— это грозило, могло грозить тяжелыми последствиями. Надо сказать, что стиль разговоров с командармами в штабе фронта в период командования Жукова установился грубый. Неправильно, на мой взгляд. И Жуков, и Булганин, и Соколовский, начальник штаба, были грубы с командармами и по телефону в случае неудачи или неполного успеха, словом, всего того, где происходившее не соответствовало первоначальным планам,— по телефонам шла грубая ругань, и иногда можно было услышать больше разговоров о том, что снимут голову, чем разговоров о том, как поправить дело. А ведь умение руководить и умение снимать голову — это разные умения.— Покровский А. П. «Записал Константин Симонов». Журнал «Октябрь», 1990. (№ 5), с. 120

Я был доволен, даже очень доволен Жуковым. Он радовал меня своей распорядительностью и своим умением решать вопросы. Это меня успокаивало: хороший командующий, как мне казалось. Война подтвердила, что он действительно хороший командующий. Я так и считаю, несмотря на резкие расхождения с ним в последующий период, когда он стал министром обороны СССР, к каковому его назначению я приложил все усилия и старания. Но он неправильно понял свою роль, и мы вынуждены были освободить его с поста министра и осудили его замыслы, которые он, безусловно, имел и которые мы пресекли. Однако как военного руководителя во время войны я его очень высоко оценивал и сейчас ни в коей степени не отказываюсь от этих оценок. Я говорил об этом Сталину и во время войны, и после войны, когда Сталин уже изменил свое отношение к Жукову и Жуков был в опале.— Хрущёв Н. С. Воспоминания. Избранные фрагменты. — М.: Вагриус, 1997. С. 92

Ни один командир, уважающий себя, не имеет права оскорблять в какой бы то ни было форме подчиненных, унижать их достоинство. К сожалению, у Г. К. Жукова этого чувства не хватало. <…> Его личное «я» очень часто превалировало над общими интересами— Рокоссовский К. К. Солдатский долг. — М.: Вече, 2015. С. 109-111
В 1974 году русский поэт и диссидент Иосиф Бродский публикует в Нью-Йорке стихотворение «На смерть Жукова», написанное автором через два года после того, как он вынужден был покинуть СССР.
♦ ♦ ♦

Маршал! поглотит алчная Лета

эти слова и твои прахоря.

Все же, прими их — жалкая лепта

родину спасшему, вслух говоря.

Бей, барабан, и военная флейта,

громко свисти на манер снегиря.— Иосиф Бродский «На смерть Жукова». Нью-Йорк, 1974 (отрывок)

## Семья
- Отец — Константин Жуков (1844—1921) — подкидыш. Был взят из приюта бездетной вдовой Анной Жуковой, которая дала ему свою фамилию. Овдовев, женился вторым браком в возрасте 50 лет.
- Мать — Устинья Артемьевна Пилихина (1860—1944) — в замужестве Жукова. В возрасте 35 лет вышла замуж за вдовца Константина Жукова вторым браком. Родилась в деревне Чёрная Грязь[141].
- Дядя — Михаил Артемьевич Пилихин (1865—1922) — брат Устиньи Артемьевны. В 11 лет был отдан в ученье в скорняжную мастерскую. В 16 лет стал мастером. Открыл в Москве своё небольшое дело. Будущий маршал Г. К. Жуков начинал в его мастерской учеником.
  - Двоюродный брат — Михаил Михайлович Пилихин.
    - Двоюродная племянница — Маргарита Михайловна Пилихина (1926—1975) — внучка Михаила Артемьевича. Кинооператор. Заслуженный деятель искусств РСФСР[142].

  - Внучатая племянница — Ирина Жукова (1962—2012), супруга народного артиста России Александра Пороховщикова (покончила жизнь самоубийством, повесившись, на фоне ухудшения здоровья мужа).

Жёны и дети
- Мария Николаевна Волохова (1897—1983) — в отношениях с 1919 года, в брак не вступали[143].

- Дочь — Маргарита Георгиевна Жукова (1929—2010).

- Александра Диевна Жукова (в девичестве Зуйкова, 1900—1967) — в отношениях с 1920 года. Брак был зарегистрирован только в 1953 году, хотя Александра Диевна считалась законной женой гораздо раньше. Она дважды привлекала на свою сторону партийные и государственные органы в своей борьбе с соперницами (Марией Волоховой и Лидией Захаровой)[144].

- Дочь — Эра Георгиевна Жукова (род. 1928). Окончила МГИМО, к. ю. н., работала в Институте государства и права РАН. Была замужем за сыном маршала Александра Василевского Юрием. Дочери Александра (1950—2014) и Татьяна (род. 1956), юрист-международник, была замужем (1974—1999) за артистом Сергеем Прохановым; есть двое внуков).
- Дочь — Элла Георгиевна Жукова (1937—2009). Окончила МГИМО, журналист, есть сын (ум. 2019) и внучка.

- Лидия Владимировна Захарова (1922—1996) — фронтовая и гражданская жена, отношения длились с осени 1941 года до 1950 года; в брак не вступали, детей не имели. Военный фельдшер, лейтенант медицинской службы.
- Галина Александровна Жукова (в девичестве Семёнова, 1926—1973) — в отношениях с 1950 года, женаты с 1965 года и до её кончины в 1973 году. Врач, подполковник медицинской службы.

- Дочь — Мария Георгиевна Жукова (род. 1957). Автор книги «Маршал Жуков — мой отец». Работает в издательстве православной литературы. Есть сын, внучка.

## Воинские звания
- Комбриг — 26.11.1935[149]
- Комдив — 22.02.1938[150]
- Комкор — 31.07.1939[151]
- Генерал армии — 04.06.1940[152].
- Маршал Советского Союза — 18.01.1943[153].

## Адреса в Москве
- ул. Грановского, д. 3 (1943—1965)
- ул. Алексея Толстого, д. 15

## Память

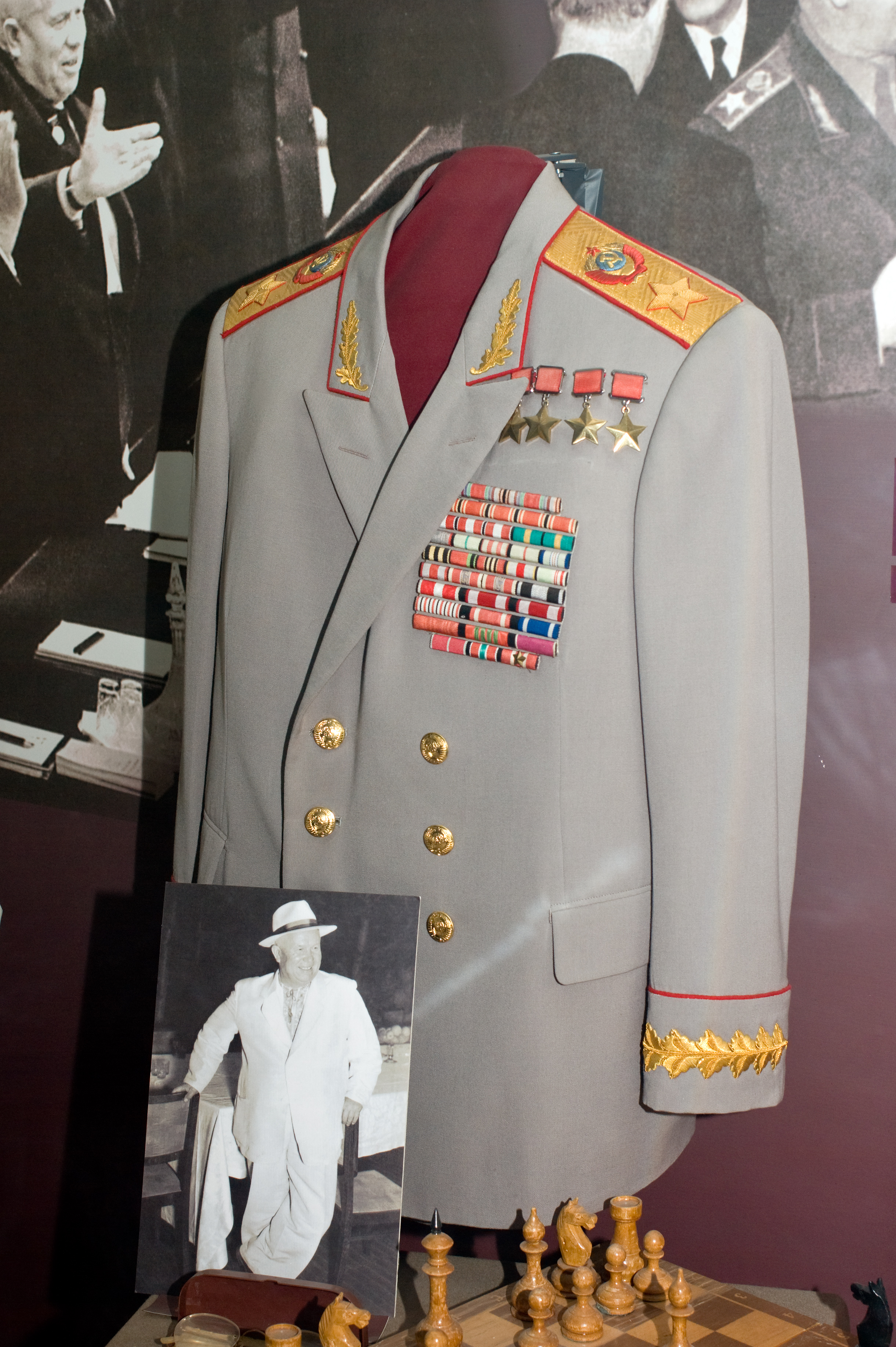
Мундир маршала Советского Союза Г. К. Жукова, Государственный музей политической истории России

### Объекты, мероприятия и памятные даты, связанные с именем Г. К. Жукова
- В городах и сёлах России 190 проспектов, улиц, площадей и переулков названы в честь Маршала Советского Союза Г. К. Жукова[154]
- На родине полководца его имя носит с 1974 года город Жуков — административный центр Жуковского района Калужской области. В городе открыт мемориальный комплекс-музей.
- В городе Калуге:
  - именем Жукова Г. К. названа одна из центральных улиц города, которая берёт начало от площади Победы;
  - в 1985 году открыт сквер в честь 40-летия освобождения города от немецко-фашистских захватчиков, который в настоящее время носит имя «Сквер имени Георгия Константиновича Жукова»; 8 мая 1985 года в нём установлен бюст Георгию Константиновичу Жукову;
  - 8 мая 2015 года Георгию Константиновичу Жукову на площади Победы установлен памятник из бронзы;
  - В районе «906 база» города установлена памятная стела: «Здесь начал свой ратный путь солдат Георгий Константинович Жуков»;
  - к 70-летию Победы учреждена юбилейная медаль областного значения «В память 70-летия Победы в Великой Отечественной войне», на лицевой стороне которой представлено изображение уроженца Калужской области, Маршала Победы Георгия Константиновича Жукова;
  - 8 мая 2020 года в доме № 23 по улице Маршала Жукова состоялось открытие «Музея маршала Жукова» — филиала Калужского объединённого музея-заповедника. На площади 200 м2 расположилась экспозиция, посвящённая Берлинской операции и представляет собой берлинскую квартиру мая 1945 года. Художниками оформлена объёмная панорама битвы. На интерактивных панелях доступны материалы о штурме Зееловских высот и уличных боях в Берлине, представлены документы, подписанные лично маршалом[155];
- В 1974 году имя маршала присвоено Военной командной академии противовоздушной обороны в Калинине, сформированной приказом Г. К. Жукова в бытность министром обороны СССР.
- В 1974 году именем Маршала Жукова назван проспект в Москве.
- В 1977 году именем Маршала Жукова названа улица в Воронеже
- В 1979 году в столице Монголии Улан-Баторе впервые открыт памятник и дом-музей Маршала Георгия Жукова.
- В 1980 году в школе № 907 г. Москвы открыт музей Г. К. Жукова
- Первый в СССР памятник Жукову был заложен в 1973 году и установлен в 1988 году в городе Старый Оскол (РСФСР) в микрорайоне, получившим наименование «микрорайон Жукова».
- Имя «Георгий Жуков» носит четырёхпалубный пассажирский теплоход проекта 92-016, построенный 27 апреля 1983 года на судостроительном заводе в г. Комарно.
- В 1994 году был установлен памятник маршалу Советского Союза Г. К. Жукову в Харькове (Украина). Снесён 17 апреля 2022 года[156].
- В 1995 году был установлен конный памятник Жукову на Манежной площади в Москве.
- В 1995 году в Москве в сквере имени Маршала Жукова на проспекте Маршала Жукова был установлен ещё один памятник полководцу.
- У общего северного вестибюля станций метро «Каширская» установлен памятник-бюст Жукова.
- В 1995 году в Московском парке Победы Санкт-Петербурга установлен памятник маршалу Г. К. Жукову.
- В 1995 году в Екатеринбурге был установлен конный памятник Жукову на проспекте Ленина возле штаба Уральского военного округа.
- Памятник маршалу Советского Союза Г. К. Жукову авторов Е. А. Татишвили и В. И. Винниченко в Твери на площади Славы перед зданием Военной академией воздушно-космической обороны имени Маршала Советского Союза Г. К. Жукова, создан по инициативе Академии, был открыт в 1995 году.
- В Армавире установлен памятник Г. К. Жукову на одноимённой улице[157].
- Танковый полк 2-й мотострелковой бригады Монгольской народной армии носит имя маршала Г. К. Жукова[158].
- В честь маршала названа малая планета (2132) Жуков, открытая в 1975 году.
- В Новосибирске на территории Технического колледжа имени А. И. Покрышкина установлен памятник (бюст) Г. К. Жукова[159].
- 8 мая 1990 года в 45-ю годовщину Победы советского народа в Великой Отечественной войне 1941—1945 гг. в СССР выпущена юбилейная монета с изображением Г. К. Жукова
- В 1990 году на перроне железнодорожной станции Туринск-Уральский Свердловской области был открыт памятный знак с барельефом маршала в память о визите Г. К. Жукова в город[160].
- 9 мая 1994 года учреждены государственные награды Российской Федерации имени полководца: орден Жукова и медаль Жукова.
- В 1995 году учреждена ежегодная Государственная премия Российской Федерации имени Маршала Советского Союза Г. К. Жукова, которая вручается за выдающиеся достижения в области военной науки и создания военной техники, а также за лучшие произведения литературы и искусства, посвящённые Великой Отечественной войне (статья 4 Федерального закона от 19 мая 1995 г. № 80-ФЗ «Об увековечении Победы советского народа в Великой Отечественной войне 1941—1945 годов» с изменениями и дополнениями от: 22 августа 2004 г., 9 февраля 2009 г., 4 ноября 2014 г., Указ Президента Российской Федерации от 28 октября 1996 г. № 1499 (ред. от 30 декабря 2009 г.) «О государственной премии Российской Федерации имени Маршала Советского Союза Г. К. Жукова»).
- В ноябре 1996 года в старом здании Генерального штаба в Москве (ул. Знаменка, 19) был открыт мемориальный кабинет-музей Г. К. Жукова[161].
- В 1996 году в честь 100-летия полководца в Волгограде часть ул. Исторической протяжённостью 4,2 км была переименована в проспект маршала Жукова. Тогда же на проспекте был установлен памятник.

Памятник Жукову в Минске

- Памятник Жукову в МинскеВ Германо-российском музее «Берлин-Карлсхорст» открыт мемориальный кабинет-музей Г. К. Жукова.
- 5 августа 1998 года в Белгороде открыт памятник Г. К. Жукову во главе Аллеи Героев в парке Победы.
- В 2000 году в городе Петрозаводске был установлен памятник Г. К. Жукову.
- 8 мая 2007 года в столице Беларуси Минске около проспекта Жукова в честь маршала торжественно открыт сквер его памяти с бюстом Г. К. Жукова.
- В Минске именем Г. К. Жукова названо Государственное учреждение образования «Средняя школа № 83 г. Минска имени Г. К. Жукова»[162]. В школе функционирует музей имени Г. К. Жукова[163].
- В Харькове /Украина/ именем Г. К. Жукова названа Общеобразовательная школа /-/// ступеней № 127 Харьковского городского Совета Харьковской области; Министерство образования и науки Украины.
- В 1979 году первый за пределами СССР памятник Г. К. Жукову был установлен к 40-летию победы на Халхин-Голе в Улан-Баторе (Монголия) рядом с первым в мире домом-музеем Жукова, сохранённом при застройке района типовыми пятиэтажками, на улице его имени (монг. Жуковын гудамж).
- В Никарагуа в апреле 2013 года был открыт учебный центр подготовки специалистов сухопутных войск имени Г. К. Жукова[164].
- В 2014 году в Тюмени, пос. Березняки, в честь маршала переименована ул. Центральная в ул. Георгия Жукова.
- В 2015 году в Нижнем Новгороде на площади Жукова открыт памятник (скульптор А. Щитов)[165].
- В 2016 году в Пензе был открыт сквер 354-й стрелковой Калинковичской Ордена Ленина Краснознамённой Ордена Суворова дивизии. В центре сквера стоит памятник-бюст Жукова.
- 1 декабря 2016 года в деревне Стрелковка Жуковского района Калужской области открыт после капитальной реконструкции «Родительский дом маршала Георгия Жукова», к 120-летию со дня рождения полководца[166].
- В Хойниках (Беларусь) одна из улиц носит имя Маршала Жукова[167].
- В Глубоком (Беларусь) одна из улиц носит имя Георгия Жукова[168].
- В Симферополе именем Г. К. Жукова названа одна из улиц города. С 2016 года средняя общеобразовательная школа № 29 и библиотека-филиал № 17 носят почётное имя маршала[169].
- В сентябре 2020 года бюст Г. Жукова открыт в Хабаровске у штаба Восточного военного округа[170].
- 9 декабря 2020 года памятник Георгию Жукову открыт в северном черногорском городе Беране[171].
- 1 декабря 2021 года скульптурная композиция, посвящённую маршалу Жукову, открыта в центре Екатеринбурга[172].
- В Гомеле (Беларусь) на здании № 2 по улице Жукова размещён мурал, посвящённый Г. К. Жукову (06.05.2025)[173].
- В Кирове Калужской области был открыт бюст Георгию Константиновичу Жукову 9.05.2025

### Звание «Почётный гражданин»
При жизни Г К. Жукова ему было присвоено звание «Почётный гражданин города Улан-Батор» (МНР, 1946).
Звания «Почётный гражданин», присвоенные Жукову Г. К. посмертно региональными законодательными органами (собраниями) в РФ:
- «Почётный гражданин города Белгорода» (1999)[174].
- «Почётный гражданин № 1 Калужской области» (1995)[175].
- «Почётный гражданин города Курска» (1996)[176].
- «Почётный гражданин города Малоярославца» (2012)[177].

### В культуре
В 2021 году ко Дню Победы шведская пауэр-метал-группа Sabaton выпустила кавер и клип на песню «Битва за Москву» российской группы Radio Tapok — «Defence of Moscow», где упоминается имя Георгия Жукова:
Hear Marshal Zhukov’s, and Stalin’s orders
Defend the motherland, Moscow shall not fall!
Перевод: Слушайте приказы маршала Жукова и Сталина.
Защищайте Родину, Москва не падёт!
Жуков также упоминается в песне «Халхин-Гол» из альбома «Наследие» российского исполнителя Radio Tapok

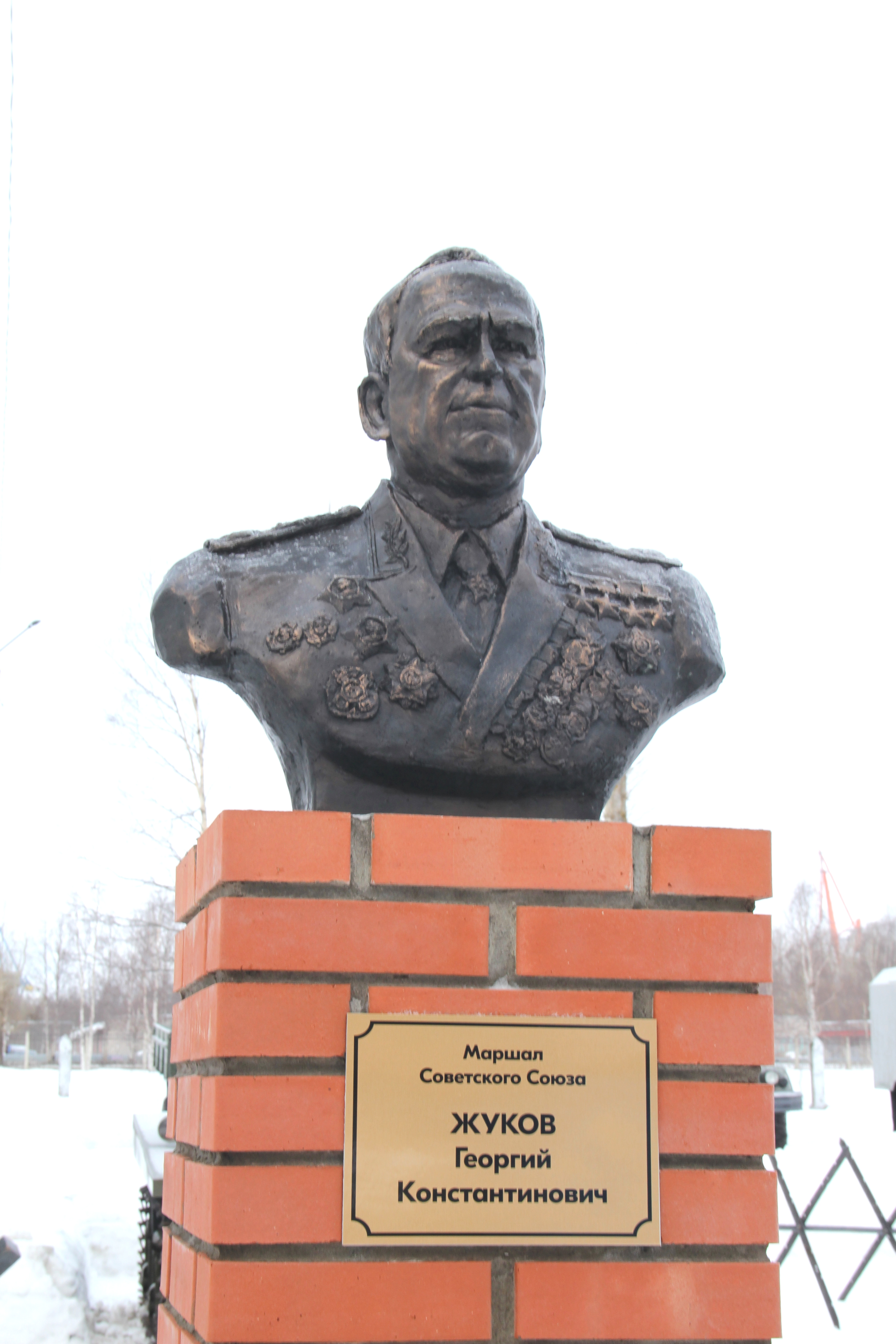
Бюст Жукова Георгия Константиновича, Северодвинск, парк «Патриот»

В Компьютерной игре Heart of iron 4 Георгия Жукова можно привести к власти путём гражданской войны.

### В филателии и нумизматике

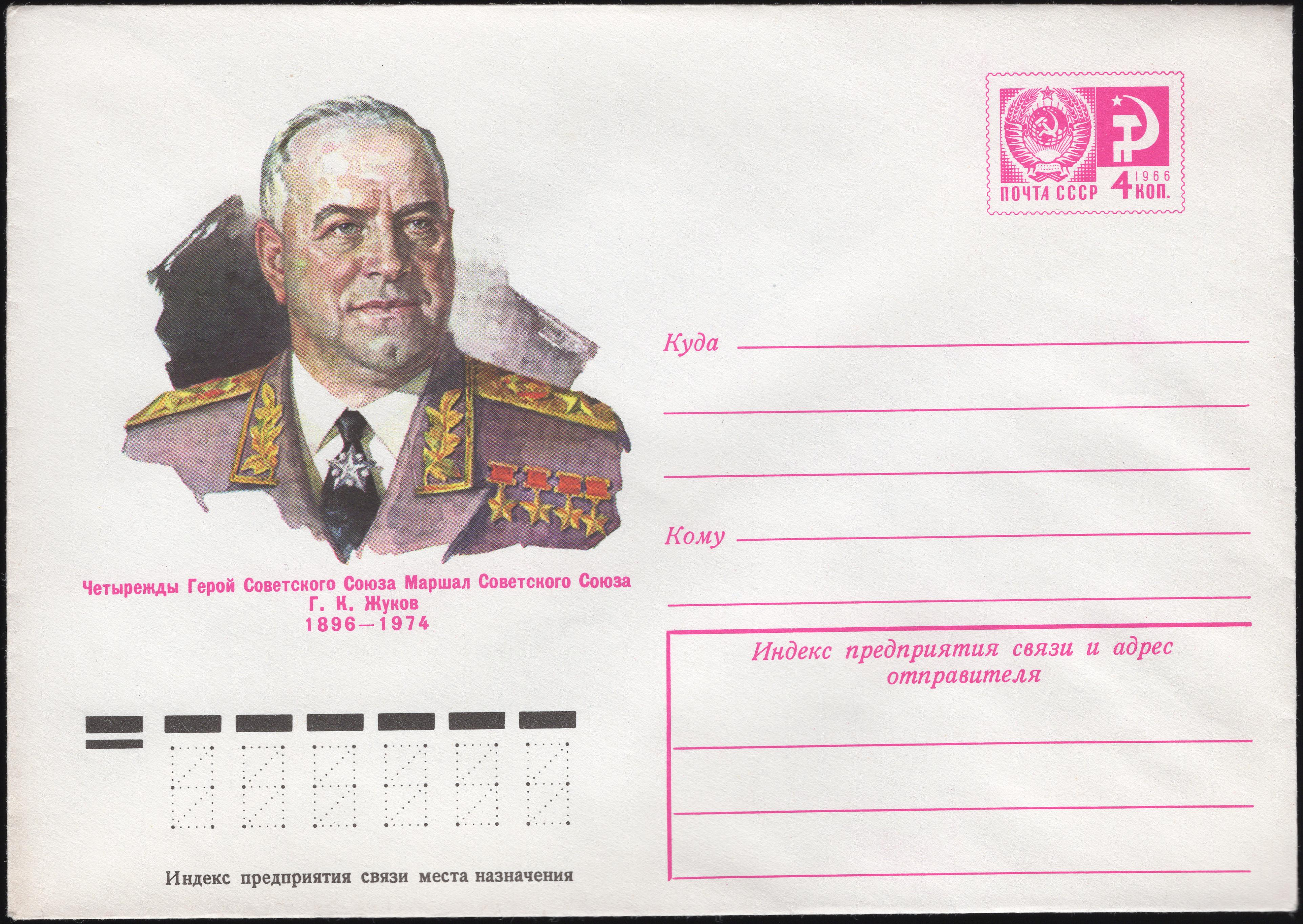
Художественный маркированный конверт СССР, 1975
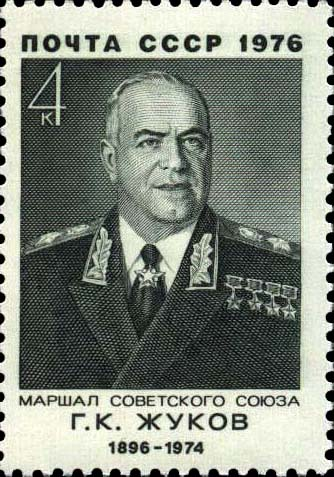
Почтовая марка СССР, 1976
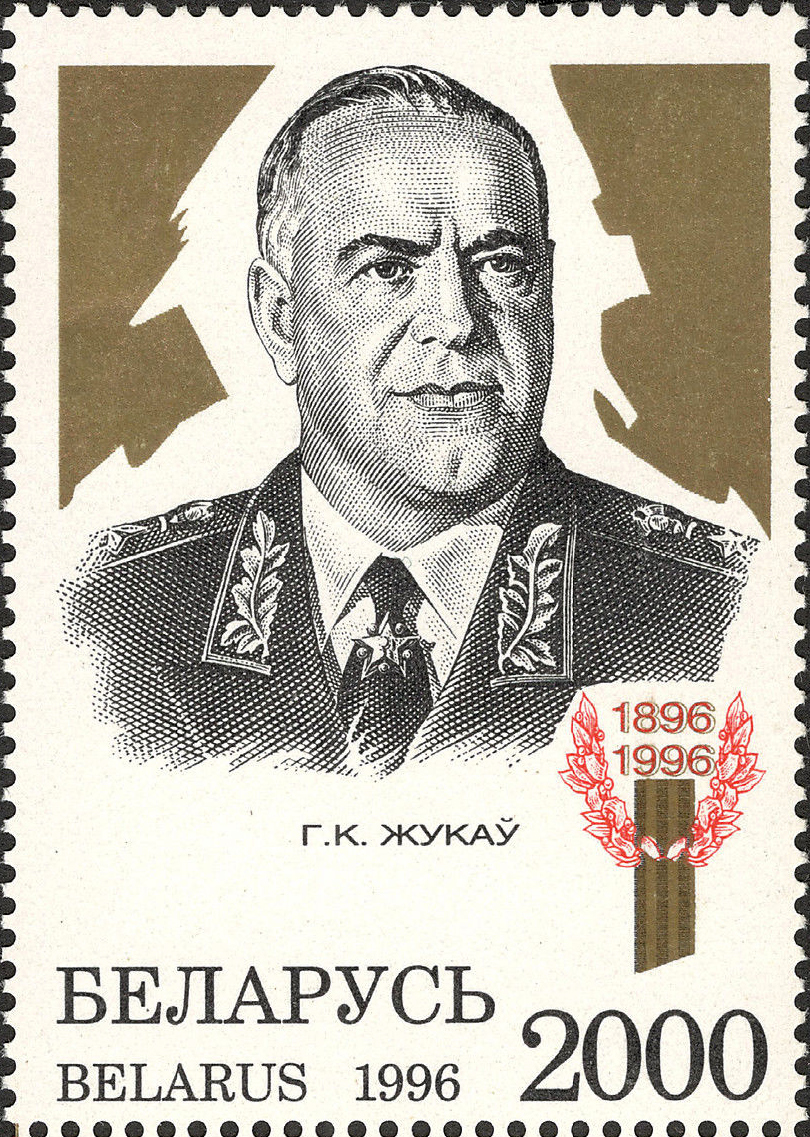
Почтовая юбилейная марка Беларуси, 1996
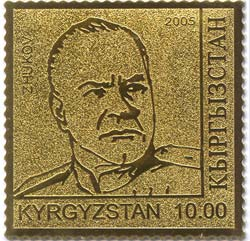
Почтовая марка Кыргызстана, 2005
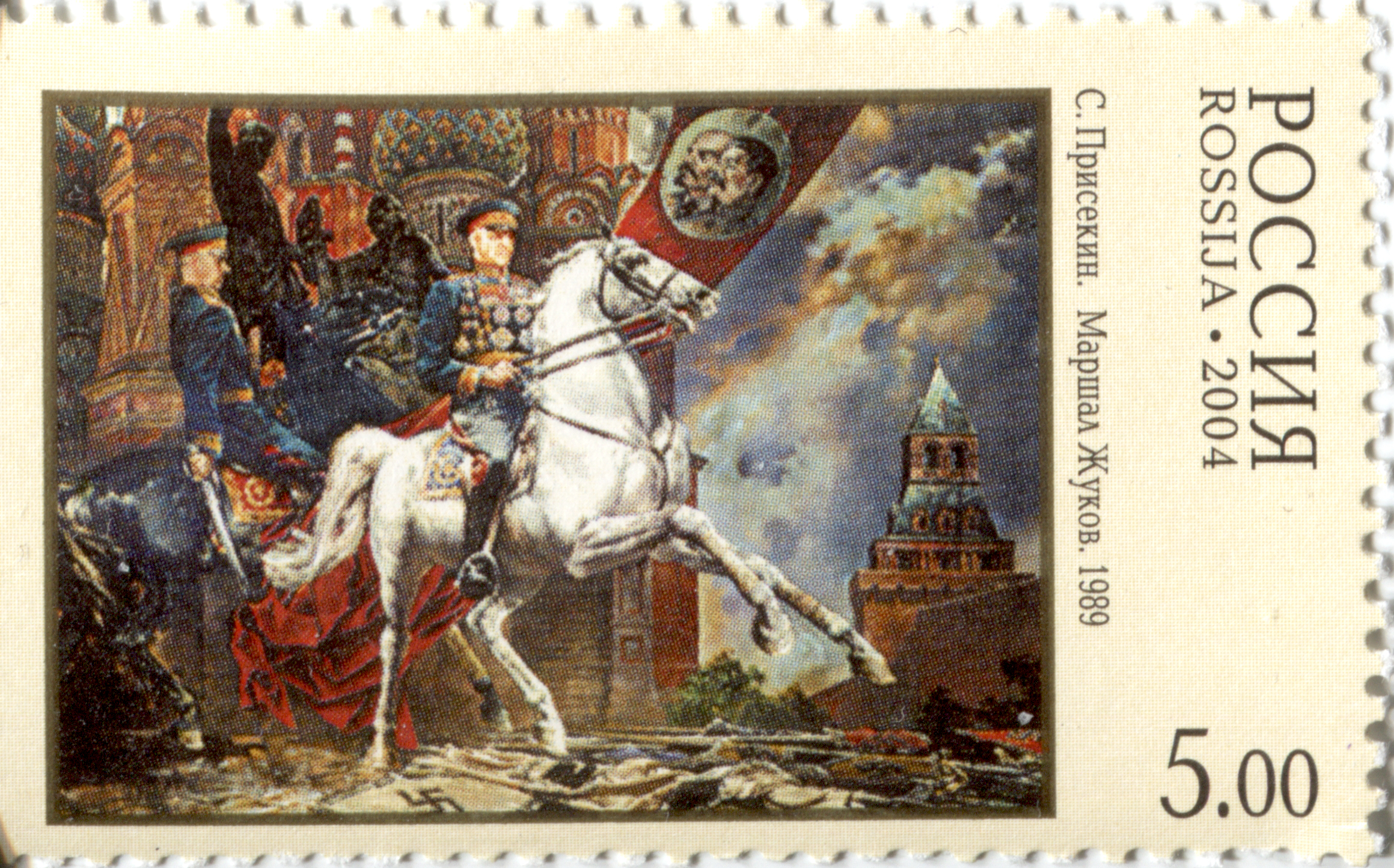
Почтовая марка России, 2004
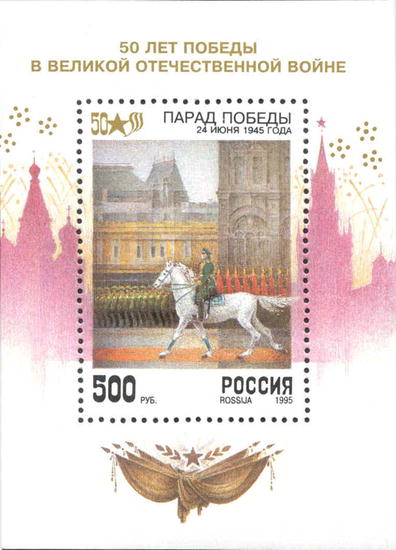
Почтовый блок России, 1995
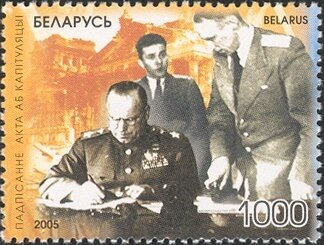
Почтовая марка Беларуси, 2005 г.
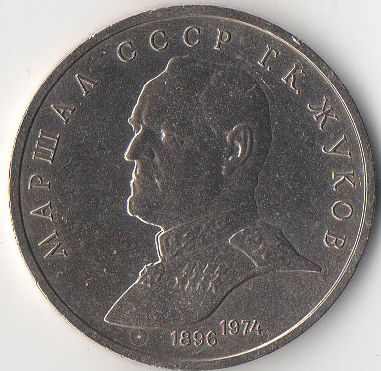
Монета Госбанка СССР номиналом 1 рубль
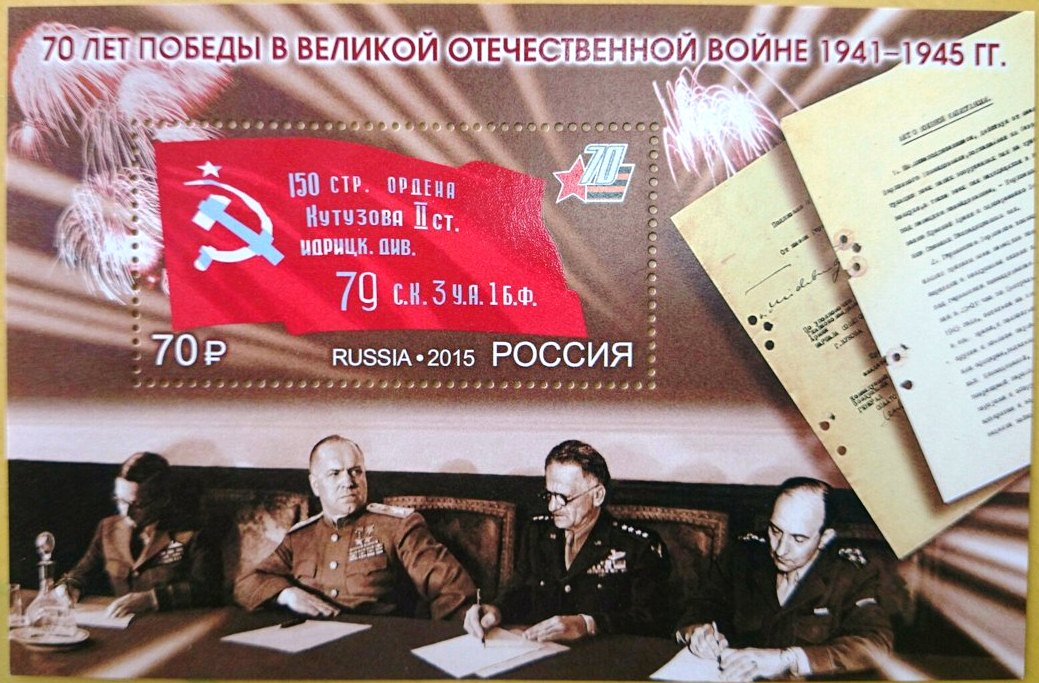
Почтовая марка России, 2015 год. Знамя Победы.
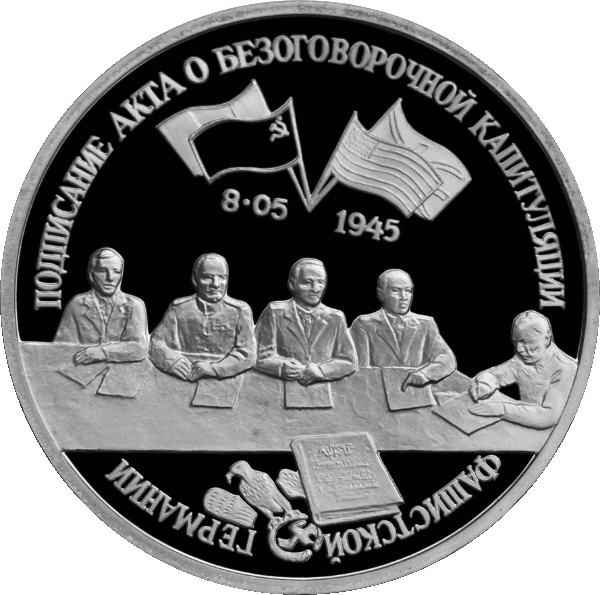
Монета Банка России, 1995 г. Освобождение Европы от фашизма. Подписание Акта о безоговорочной капитуляции фашистской Германии.
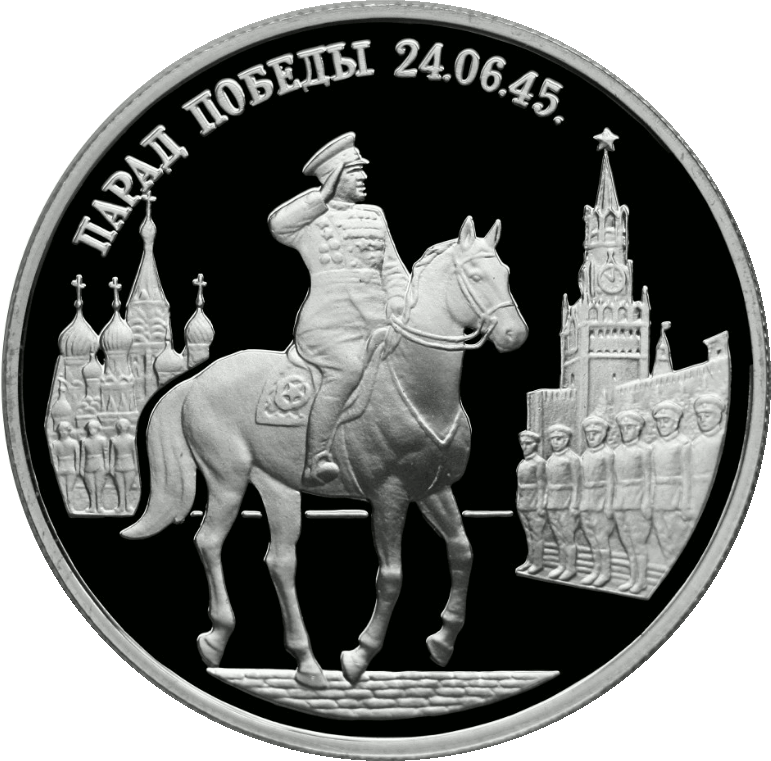
Монета Банка России, 1995 г.  Парад Победы в Москве (маршал Жуков на Красной площади в Москве).
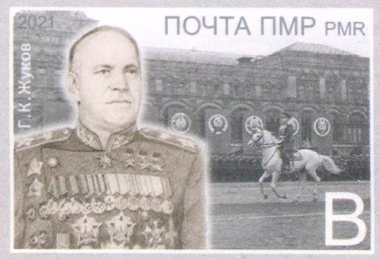
Почтовая марка Приднестровья, 2021 г.
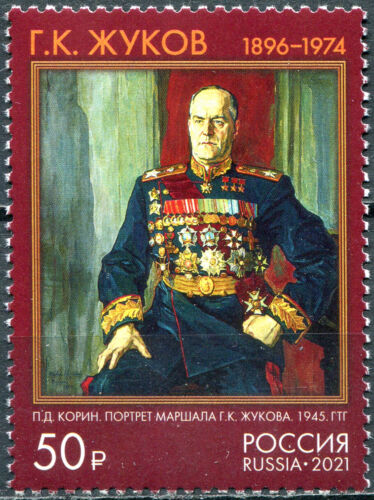
Почтовая марка России, 2021 г.
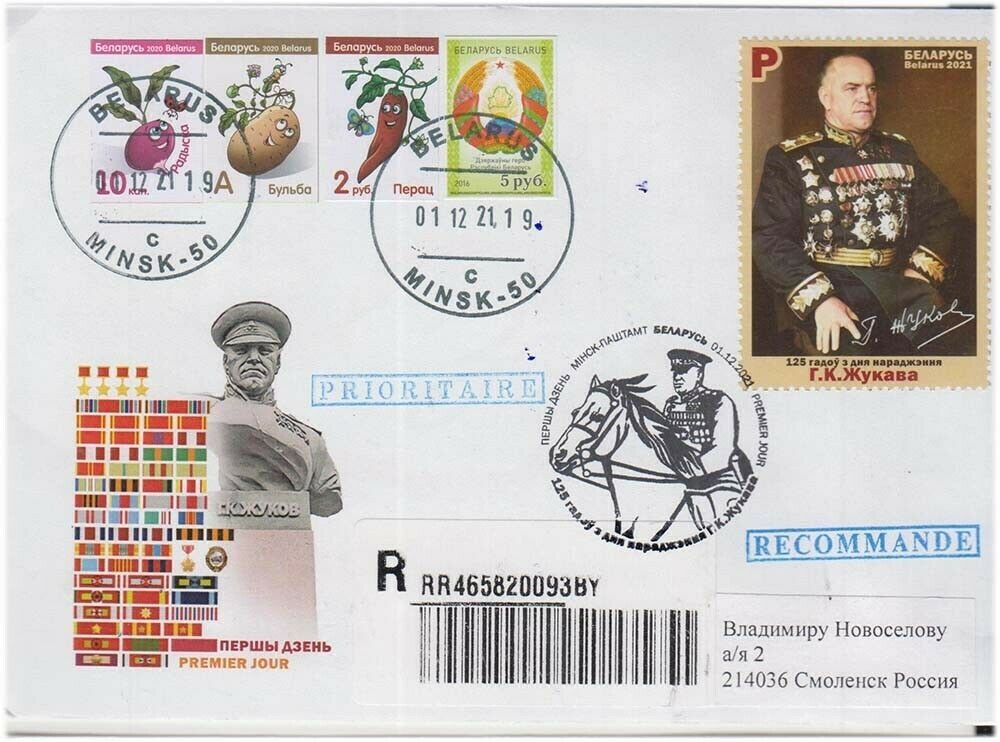
Почтовый конверт Беларуси, 2021 г.
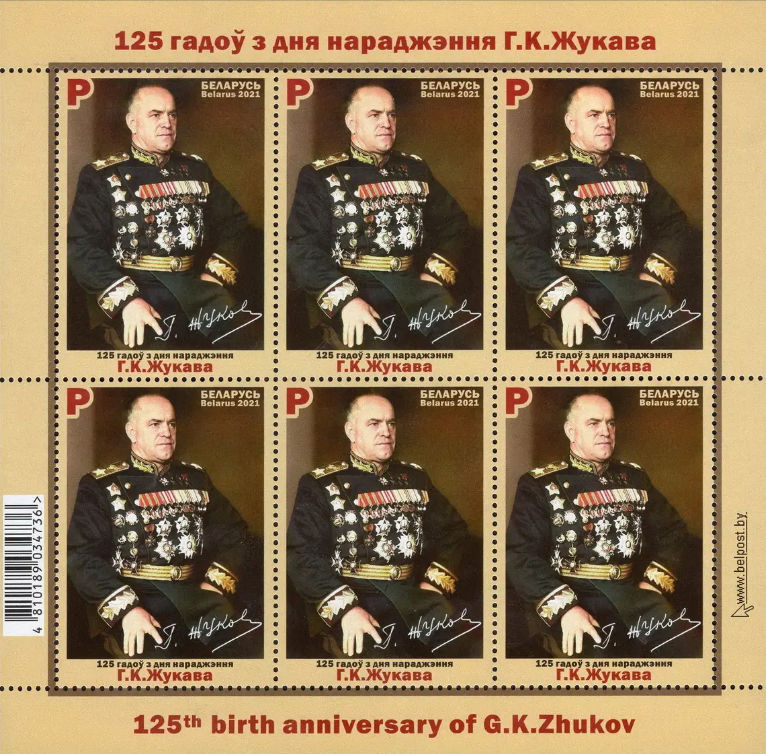
Почтовый блок Беларуси, 2021

В 2021 году Почтами России, Беларуси и Приднестровья выпущены почтовые марки с портретом Г. Жукова.

### Награды и знаки признания
|                                                                       |                 | |  |
| Именование                                                            | Род             | Дата вручения |  |
|                                                                       |                 | |  |
| Российская Империя                                                    |                 | |  |
| Георгиевский крест, кавалер                                           | IV-й степени    | 1916 |  |
| Георгиевский крест, кавалер                                           | III-й степени   | 1917 |  |
| Георгиевский крест, кавалер                                           |                 | |  |
| Союз Советских Социалистических Республик                             |                 | |  |
| Герой Советского Союза, «Золотая Звезда»                              | Медаль          | 29.08.1939 — за образцовое выполнение боевых заданий и геройство, проявленное при выполнении боевых заданий |  |
| Герой Советского Союза, «Золотая Звезда»                              | Медаль          | 29.07.1944 — за образцовое выполнение боевых заданий Верховного Главнокомандования по руководству операциями фронтов против немецких захватчиков и достигнутые в результате этих операций успехи                                 |  |
| Герой Советского Союза, «Золотая Звезда»                              | Медаль          | 01.06.1945 — за образцовое выполнение боевых заданий Верховного Главнокомандования по руководству операциями на фронте борьбы с немецкими захватчиками в районе Берлина и достигнутые в результате этих операций решающие успехи |  |
| Герой Советского Союза, «Золотая Звезда»                              | Медаль          | 01.12.1956 — в связи с 60-летием со дня рождения и отмечая выдающиеся заслуги перед Коммунистической партией и советским народом                                                                                                 |  |
|                                                                       |                 | |  |
| Орден Ленина                                                          | Орден           | 16.08.1936 — за выдающиеся успехи в боевой, политической и технической подготовке соединений, частей и подразделений РККА |  |
| Орден Ленина                                                          | Орден           | 29.08.1939 — к званию Герой Советского Союза |  |
| Орден Ленина                                                          | Орден           | 21.02.1945 — за выслугу лет |  |
| Орден Ленина                                                          | Орден           | 01.12.1956 — в связи с 60-летием со дня рождения и отмечая выдающиеся заслуги перед Коммунистической партией и советским народом                                                                                                 |  |
| Орден Ленина                                                          | Орден           | 01.12.1966 — в связи с 70-летием со дня рождения |  |
| Орден Ленина                                                          | Орден           | 01.12.1971 — в связи с 75-летием со дня рождения |  |
|                                                                       |                 | |  |
| «Победа»                                                              | Орден           | (№ 1) — 10.04.1944 |  |
| «Победа»                                                              | Орден           | (№ 4) — 30.03.1945 |  |
|                                                                       |                 | |  |
| «Октябрьской Революции»                                               | Орден           | 22.02.1968 |  |
|                                                                       |                 | |  |
| Красного Знамени                                                      | Орден           | 31.08.1922 |  |
| Красного Знамени                                                      | Орден           | 03.11.1944 — за выслугу лет |  |
| Красного Знамени                                                      | Орден           | 20.06.1949 |  |
|                                                                       |                 | |  |
| Орден Суворова I степени                                              | Орден           | (№ 1) — 28.01.1943 |  |
| Орден Суворова I степени                                              | Орден           | (№ 39) — 28.07.1943 |  |
|                                                                       |                 | |  |
| Именная шашка с золотым изображением Государственного герба СССР      | Почётное оружие | 22.02.1968 |  |
|                                                                       |                 | |  |
|                                                                       |                 | |  |
|                                                                       |                 | |  |
| «XX лет Рабоче-Крестьянской Красной Армии»                            | Медаль          | |  |
| «За оборону Ленинграда»                                               | Медаль          | |  |
| «За оборону Москвы»                                                   | Медаль          | |  |
| «За оборону Сталинграда»                                              | Медаль          | |  |
| «За оборону Кавказа»                                                  | Медаль          | |  |
| «За победу над Германией в Великой Отечественной войне 1941—1945 гг.» | Медаль          | |  |
| «За взятие Берлина»                                                   | Медаль          | |  |
| «За победу над Японией»                                               | Медаль          | |  |
| «За освобождение Варшавы»                                             | Медаль          | |  |
| «Двадцать лет Победы в Великой Отечественной войне 1941—1945 гг.»     | Медаль          | |  |
| «В память 800-летия Москвы»                                           | Медаль          | |  |
| «В память 250-летия Ленинграда»                                       | Медаль          | |  |
| «30 лет Советской Армии и Флота»                                      | Медаль          | |  |
| «50 лет Вооружённых Сил СССР»                                         | Медаль          | |  |
|                                                                       |                 | |  |

| 1939 | Орден Красного Знамени                                        | Монголия       |
| 1939 | Орден Республики                                              | Тува           |
| 1942 | Орден Красного Знамени                                        | Монголия       |
| 1945 | Почётный Рыцарь Большого Креста Ордена Бани                   | Великобритания |
| 1945 | Орден Почётного легиона 1-й степени                           | Франция        |
| 1945 | Военный крест                                                 | Франция        |
| 1945 | Орден «Легион Почёта» степени Главнокомандующего              | США            |
| 1945 | Орден «Виртути милитари» 1-го класса                          | Польша         |
| 1945 | Орден «Крест Грюнвальда» 1-го класса                          | Польша         |
| 1945 | Орден Белого льва 1-го класса                                 | Чехословакия   |
| 1945 | Орден Белого Льва «За победу» 1-й степени                     | Чехословакия   |
| 1945 | Военный крест 1939 года                                       | Чехословакия   |
| 1945 | Медаль «За Победу над Японией»                                | Монголия       |
| 1946 | Медаль «За Варшаву 1939—1945»                                 | Польша         |
| 1946 | Медаль «За Одер, Нейсе, Балтику»                              | Польша         |
| 1953 | Медаль «Китайско-советская дружба»                            | Китай          |
| 1956 | Орден Свободы                                                 | Югославия      |
| 1956 | Медаль «Гарибальди» и звание Почётного итальянского партизана | Италия         |
| 1956 | Орден Заслуг 1-го класса (Большой крест)                      | Египет         |
| 1956 | Медаль «Китайско-советской дружбы»                            | Китай          |
| 1968 | Орден Возрождения Польши 2-го класса                          | Польша         |
| 1968 | Орден Сухэ-Батора                                             | Монголия       |
| 1969 | Золотая Звезда «Герой Монгольской Народной Республики»        | Монголия       |
| 1969 | Орден Сухэ-Батора                                             | Монголия       |
| 1969 | Медаль «XXX лет Победы на Халхин-Голе»                        | Монголия       |
| 1971 | Орден Сухэ-Батора                                             | Монголия       |
| 1971 | Медаль «50 лет Монгольской Народной Революции»                | Монголия       |
| 1971 | Медаль «50 лет Монгольской Народной Армии»                    | Монголия       |
| 1973 | Орден Возрождения Польши 3-го класса                          | Польша         |
| н/д  | Медаль «90-летие со дня рождения Георгия Димитрова»           | НРБ            |
| н/д  | Медаль «25 лет Болгарской Народной армии»                     | НРБ            |
|      |                                                               |                |

### Киновоплощения
| Игровое кино                                                   | Игровое кино                              | Игровое кино                               | Игровое кино                                                                                                | Игровое кино        |
| Исполнитель роли                                               | Режиссёр                                  | Название                                   | Производство                                                                                                | Год выхода на экран |
| -------------------------------------------------------------- | ----------------------------------------- | ------------------------------------------ | --- | ------------------- |
| Фёдор Блажевич                                                 | Михаил Чиаурели                           | «Клятва»                                   | Тбилисская киностудия                                                                                       | 1946                |
| Фёдор Блажевич                                                 | Михаил Чиаурели                           | «Падение Берлина»                          | «Мосфильм»                                                                                                  | 1949                |
| Дмитрий Масанов                                                | Леон Сааков                               | «Весна на Одере»                           | «Мосфильм»                                                                                                  | 1967                |
|                                                                |                                           |                                            | |                     |
| Михаил Ульянов Сыграл роль Г. К. Жукова более чем в 20 фильмах | Борис Ермолаев                            | «Слушайте, на той стороне»                 | «Мосфильм», «Монголкино»                                                                                    | 1971                |
| Михаил Ульянов Сыграл роль Г. К. Жукова более чем в 20 фильмах | Тимофей Левчук                            | «Если враг не сдаётся…»                    | Киностудия имени А. Довженко                                                                                | 1982                |
| Михаил Ульянов Сыграл роль Г. К. Жукова более чем в 20 фильмах | Тимофей Левчук                            | «Война на западном направлении»            | Киностудия имени А. Довженко                                                                                | 1990                |
| Михаил Ульянов Сыграл роль Г. К. Жукова более чем в 20 фильмах | Юрий Озеров                               | «Освобождение»                             | «Мосфильм», «Авала-фильм», PRF-ZF, DEFA «Dino De Laurentiis Cinematografica S.P.A»                          | 1972                |
| Михаил Ульянов Сыграл роль Г. К. Жукова более чем в 20 фильмах | Юрий Озеров                               | «Битва за Москву»                          | «Мосфильм», «Barrandov», DEFA «ФАФИМ Вьетнам»                                                               | 1985                |
| Михаил Ульянов Сыграл роль Г. К. Жукова более чем в 20 фильмах | Юрий Озеров                               | «Трагедия века»                            | «ОРТ» «Ганем-фильм» (Сирия)                                                                                 | 1998                |
| Михаил Ульянов Сыграл роль Г. К. Жукова более чем в 20 фильмах | Игорь Николаев                            | «День командира дивизии»                   | Киностудия им. М. Горького                                                                                  | 1983                |
| Михаил Ульянов Сыграл роль Г. К. Жукова более чем в 20 фильмах | Юрий Кара                                 | «Звезда эпохи»                             | «Сеними», «Телефильм»                                                                                       | 2005                |
|                                                                |                                           |                                            | |                     |
| Владимир Меньшов                                               | Игорь Николаев                            | «Генерал»                                  | Киностудия имени М. Горького                                                                                | 1992                |
| Владимир Меньшов                                               | Сергей Урсуляк                            | «Ликвидация»                               | «Интер», «Россия-1»                                                                                         | 2007                |
|                                                                |                                           |                                            | |                     |
| Валерий Афанасьев                                              | Дмитрий Барщевский                        | «Московская сага»                          | «Фильм-Юнион», «РИСК»                                                                                       | 2004                |
| Валерий Афанасьев                                              | Андрей Эшпай                              | «Дети Арбата»                              | «АРК-Фильм»                                                                                                 | 2004                |
| Валерий Афанасьев                                              | Олег Штром                                | «Десантный Батя»                           | «Синема Арт Студио»                                                                                         | 2008                |
|                                                                |                                           |                                            | |                     |
| Евгений Яковлев                                                | Борис Казаков                             | Сталин. Live                               | «НТВ» | 2007                |
|                                                                |                                           |                                            | |                     |
| Сергей Шеховцов                                                | Алексей Гирба                             | «И примкнувший к ним Шепилов»              | «Амедиа» | 2011                |
| Александр Кудинов                                              | Максим Иванников и др.                    | «Берия. Проигрыш»                          | «Амедиа» | 2011                |
|                                                                |                                           |                                            | |                     |
| Валерий Баринов                                                | Сергей Попов                              | «Фурцева. Легенда о Екатерине»             | «Флагман-Трейд»                                                                                             | 2011                |
|                                                                |                                           |                                            | |                     |
| Анатолий Котенёв                                               | Андрей Симонов                            | «Сталин против Жукова. Трофейное дело»     | «ТВ Центр»                                                                                                  | 2011                |
|                                                                |                                           |                                            | |                     |
| Александр Балуев                                               | Алексей Мурадов                           | «Жуков»                                    | «Первый канал (Россия)»                                                                                     | 2012                |
|                                                                |                                           |                                            | |                     |
| Валерий Гришко                                                 | Карен Шахназаров                          | «Белый тигр»                               | «Курьер», «Мосфильм»                                                                                        | 2012                |
|                                                                |                                           |                                            | |                     |
| Олег Захарутин                                                 | Владимир Чернышёв                         | «Сталин с нами»                            | «НТВ» | 2013                |
|                                                                |                                           |                                            | |                     |
| Джейсон Айзекс                                                 | Армандо Ианнуччи (англ. Armando Iannucci) | Смерть Сталина (англ. The Death of Stalin) | Великобритания, Франция Разрешение на прокат на территории РФ отозвано Министерством культуры РФ 23.01.2018 | 2017                |
|                                                                |                                           |                                            | |                     |
| Николай Горшков                                                | Ким Дружинин                              | Танки                                      | «Двадцать восемь панфиловцев», «Медиа-Трест»                                                                | 2018                |
|                                                                |                                           |                                            | |                     |
| Борис Галкин                                                   |                                           | Топор-1943                                 | НТВ | 2021                |

| Кинодокументалистика                                                                    | Кинодокументалистика              | Кинодокументалистика                    | Кинодокументалистика |  |
| Название                                                                                | Режиссёр                          | Производство                            | Год выхода на экран  |  |
| --------------------------------------------------------------------------------------- | --------------------------------- | --------------------------------------- | -------------------- |  |
| «Если дорог тебе твой дом…»                                                             | Василий Ордынский                 | Экспериментальная творческая киностудия | 1967                 |  |
| «Страницы Сталинградской битвы»                                                         | Виктор Магатаев                   | Волгоградская студия телевидения        | 1967                 |  |
|                                                                                         |                                   |                                         |                      |  |
| «Маршал Жуков. Страницы биографии»                                                      | Марина Бабак                      | ЦСДФ                                    | 1984                 |  |
|                                                                                         |                                   |                                         |                      |  |
| «Георгий Жуков. Война и мир Маршала Победы»                                             | Анатолий Алай                     | «Беларусьфильм»                         | 2011                 |  |
| «Маршалы Победы»(для «Первого канала»)                                                  | Галина Григорьева Марина Петухова | Студия «Галакон», «Гала концерт» ЗАО    | 2015                 |  |
| «Георгий Жуков» (в цикле «Маршалы Сталина»)                                             | 2015                              | Студия «Галакон», «Гала концерт» ЗАО    |                      |  |
| «Георгий Жуков» (в цикле «Последний день» с Борисом Щербаковым для телеканала «Звезда») | 2015                              | Студия «Галакон», «Гала концерт» ЗАО    |                      |  |

### Комментарии
1. ↑  В своих «Воспоминаниях и размышлениях» Г. К. Жуков утверждал, что прибыл в Тамцак-Булак, в штаб корпуса «к утру 5 июня». Это не совсем так: во-первых, штаб корпуса в это время находился в Улан-Баторе, а во-вторых, в Тамцак-Булак Жуков прибыл раньше, так как 30 мая направил оттуда донесение в Москву об обстановке и действиях 57-го особого корпуса.
2. ↑  До настоящего времени эта «шифротелеграмма» (правильнее: «Расшифрованная телеграмма»), упомянутая в письме Рогова И. В. и противоречащая известному приказу СВГК СССР от 16.08.1941 № 270 не публиковалась в авторитетных источниках, по поводу письма Начальника Главного Политического Управления РК ВМФ Рогова И. В. секретарю ЦК ВКП(б) Г. М. Маленкову от 05 октября 1941 г. в научной среде идут дискуссии относительно точности и судьбы самого документа[66][67].
3. ↑  8-я танковая дивизия вермахта, понёсшая значительные потери в боях под Сольцами и отведённая 5 августа в резерв группы армий «Север», возвращена под Ленинград лишь в начале октября 1941 года[74].
4. ↑  Записка написана Жуковым на 4 листах. В статье приводятся выдержки.
5. ↑  У каждого повторного награждения «Золотой Звездой» была своя нумерация

### Публицистика
- Виноградова О., Коломийцев А. Победоносные Звезды Георгия Жукова // Военная Энциклопедия. — М.: Министерство обороны России, 2016. — 5 мая.
- Бобылев П. Н. Репетиция катастрофы // Военно-исторический журнал : журнал. — 1993. — № 6.7.8. — ISSN 0321-0626.
- Денис Добряков. Неизвестный парад // Итоги : журнал. — 2008. — 6 мая (№ 19). — ISSN 1027-3964.
- Дамье В. В. Жуков, Георгий Константинович // Кругосвет : энциклопедия. — 2019.
- Никифоров Ю. А. Советское военно-стратегическое планирование накануне Великой Отечественной войны в современной историографии // Мир истории : Электронный журнал. — 2001. — № 2—4. — ISSN 1561-8463.
- Млечин Л. М. Ликвидация ущерба // Огонёк : журнал. — Коммерсантъ, 2016а. — 15 февраля. — ISSN 0131-0097.
- Невежин В. А. Стратегические замыслы Сталина накануне 22 июня 1941 года // Отечественная история : научный журнал. — 1999. — № 5. — С. 108—124. — ISSN 0869-5687.
- Дымарский В., Захаров Д., Исаев А. Снятие блокады Ленинграда : Сетевое издание. — «Интернет-проект «ИноСМИ.RU», «Эхо Москвы», 2009. — 3 февраля.
- Сухопутные войска // Сухопутные войска. История. — М.: Министерство обороны России, 2015.
- Чепак В., Чепак Г. Парады Победы 1945 года — Берлин, Москва, Берлин, Харбин // «Зеркало недели» : интернет-издание. — Киев: Зеркало недели, 2010. — 14 мая (№ 17). Архивировано 1 мая 2010 года.
- Скуратович К. И. Военрук Жуков // Белорусы и рынок : Аналитический еженедельник. — Минск: Медиарынок, 2011. — 22 мая. Архивировано 28 апреля 2016 года.
- Захарчук М. А. Кавалер двух орденов Победы – номер один и номер пять // Независимая газета. — 2011. — 11 ноября.
- Военные архивы России : журнал  / Гл. редактор Л. В. Мальцева. — Тула: Пересвет, Церера, 1993. — Вып. 1. — ISSN 0869-7167.
- Кочуков А. И. Берия, встать! Вы арестованы! // «Красная звезда» : газета. — 2003. — 28 июня.
- Из воспоминаний маршала Г. К. Жукова // Коммерсантъ Власть : Журнал. — 2008. — 23 июня (№ 24).
- Михаил Рябиков. Любимые женщины маршала Жукова // «Комсомольская правда» : Сетевое издани. — 2013.
- Старостин А. Н. Последняя любовь маршала… // Пенсионер : газета. — 2008. — 23 июня (№ 26).
- Рокоссовская А. К. А что думает товарищ Жуков? // «Российская газета» : Интернет-портал. — М.: Редакция «Российской газеты», 2010. — 18 марта.
- Кочуков А. И. Представитель Ставки // «Красная звезда» : газета. — 2001. — 27 сентября.
- Юрий Гаврилов. Генерал за океаном // «Российская газета» : Интернет-портал. — M.: Редакция «Российской газеты», 2013. — 23 апреля.
- Интервью. ...Ты будешь не слабее своего отца": Маргарита Жукова об отце и о себе // Карелия : газета. — Петрозаводск: Редакция газеты "Карелия", 1999. — 3 июля (№ 32). Архивировано 1 января 2011 года.
- Испытания ядерного оружия на Тоцком полигоне // РИА Новости : информационный интернет-портал. — 2014. — 14 сентября.
- Илья Крамник. 55 лет учениям на Тоцком полигоне: бомба и информационное оружие // РИА Новости : информационный интернет-портал. — 2009. — 14 сентября.
- На площади в Петрозаводске установлен бюст маршалу Жукову. Karelia.ru. 10 мая 2000. {{cite news}}: |first= пропущен |last= (справка); Внешняя ссылка в |authorlink= (справка)
- Памятник Жукову открыли в Армавире // "ЮГА.ру : портал Южного региона. — 2012. — 22 ноября.
- Светлана Самоделова. Правда полигона смерти // «MK.ru» : электронное периодическое издание. — 2001. — 29 августа (№ 1270). — ISSN 1562-1987.
- Алевтина Зубрилина. Родительский дом маршала Жукова открылся после реставрации // ТАСС : информационное агентство. — 2016. — 1 декабря.